# Список замків Польщі
Замки Польщі (перелік)

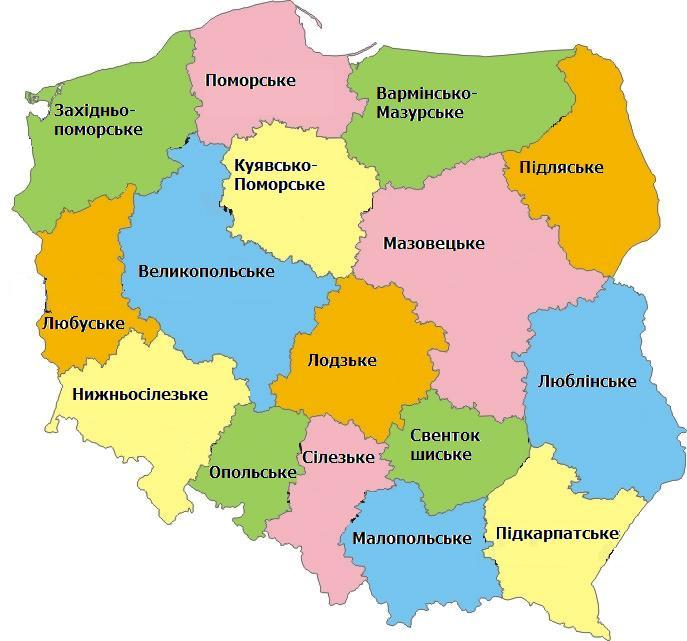
Адміністративний поділ Польщі

Перелік польських замків подано за воєводствами.

## Вармінсько-Мазурське воєводство

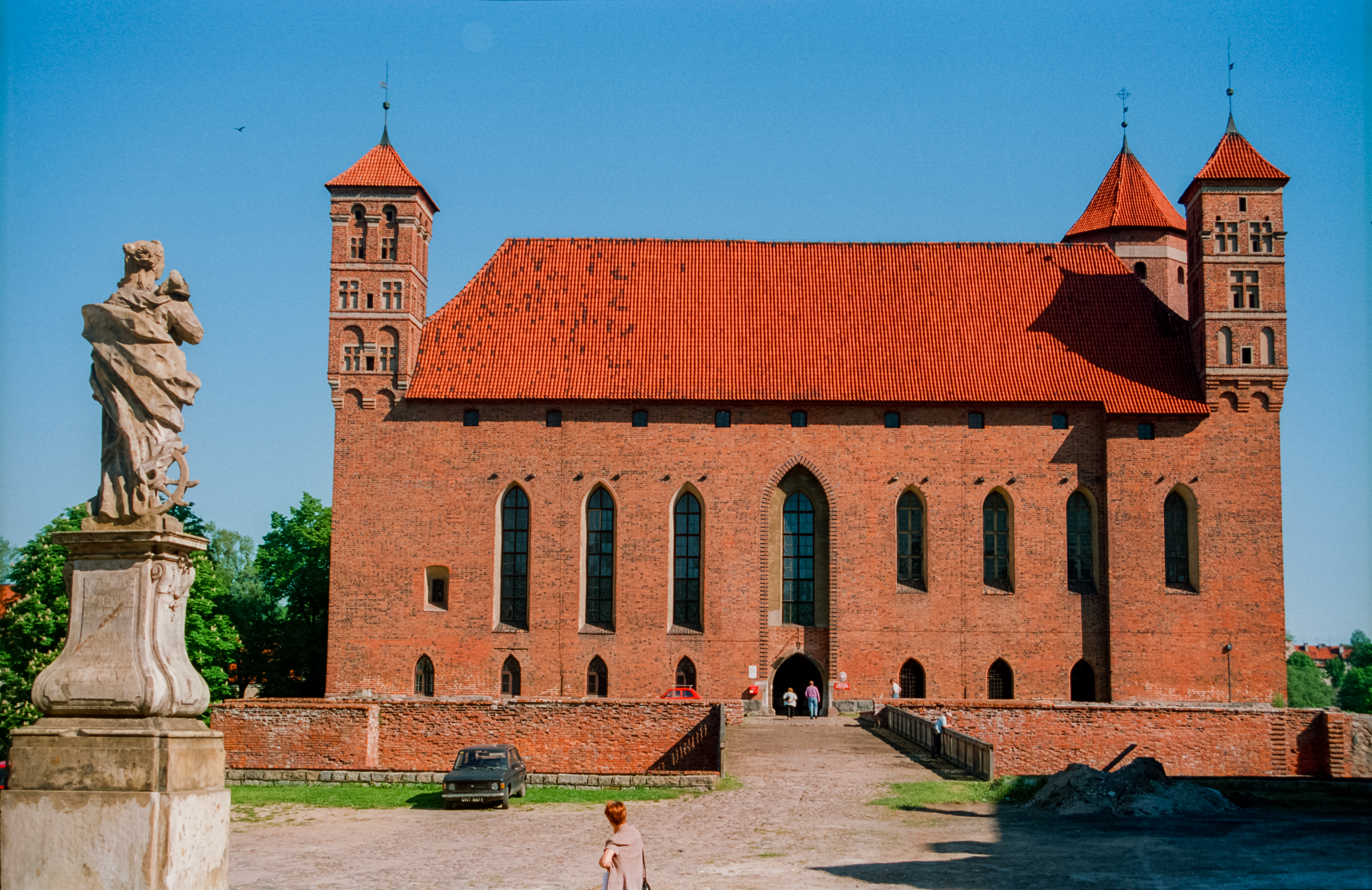
6. Лідзбарський замок

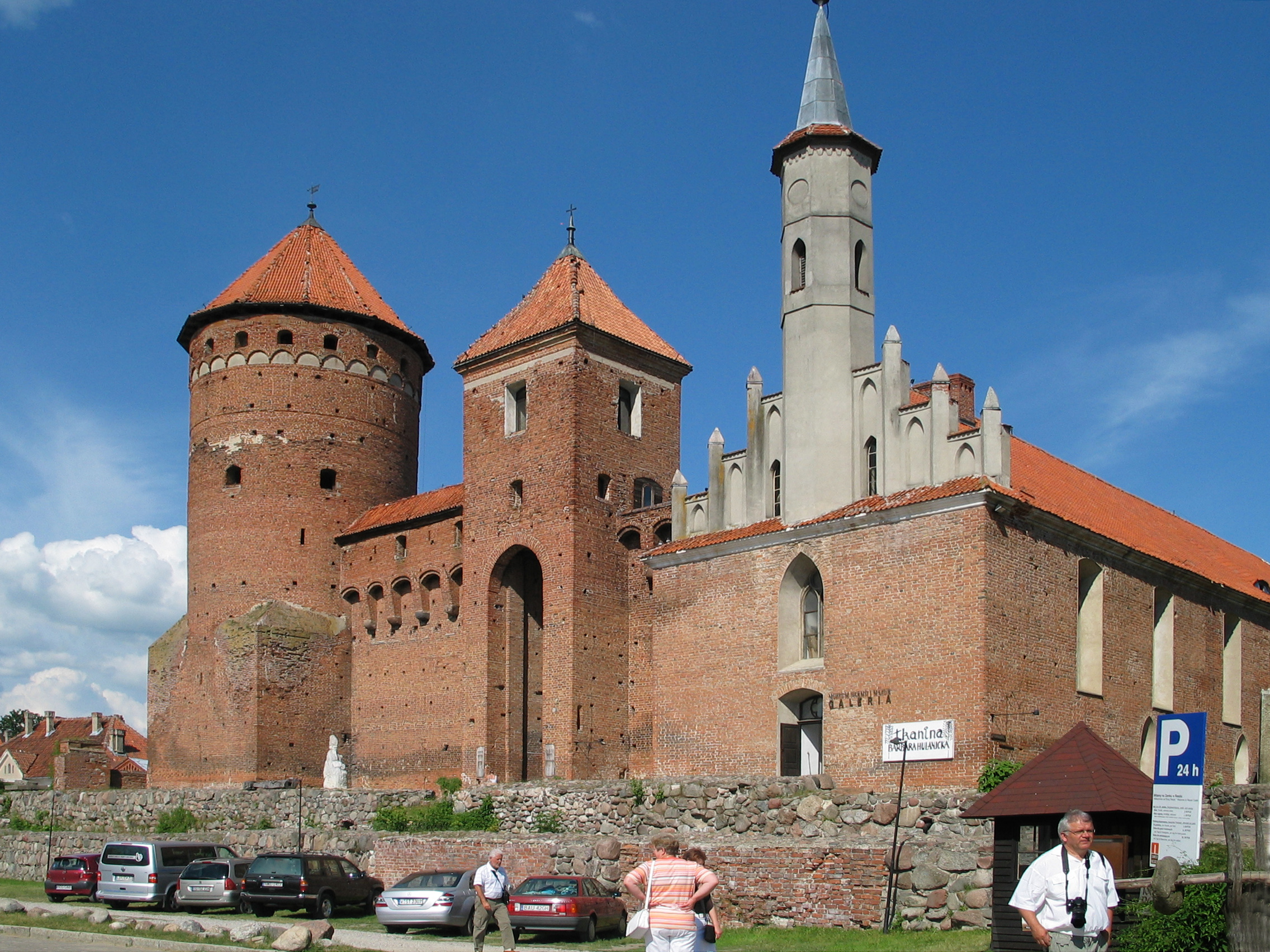
14. Замок у Решелі

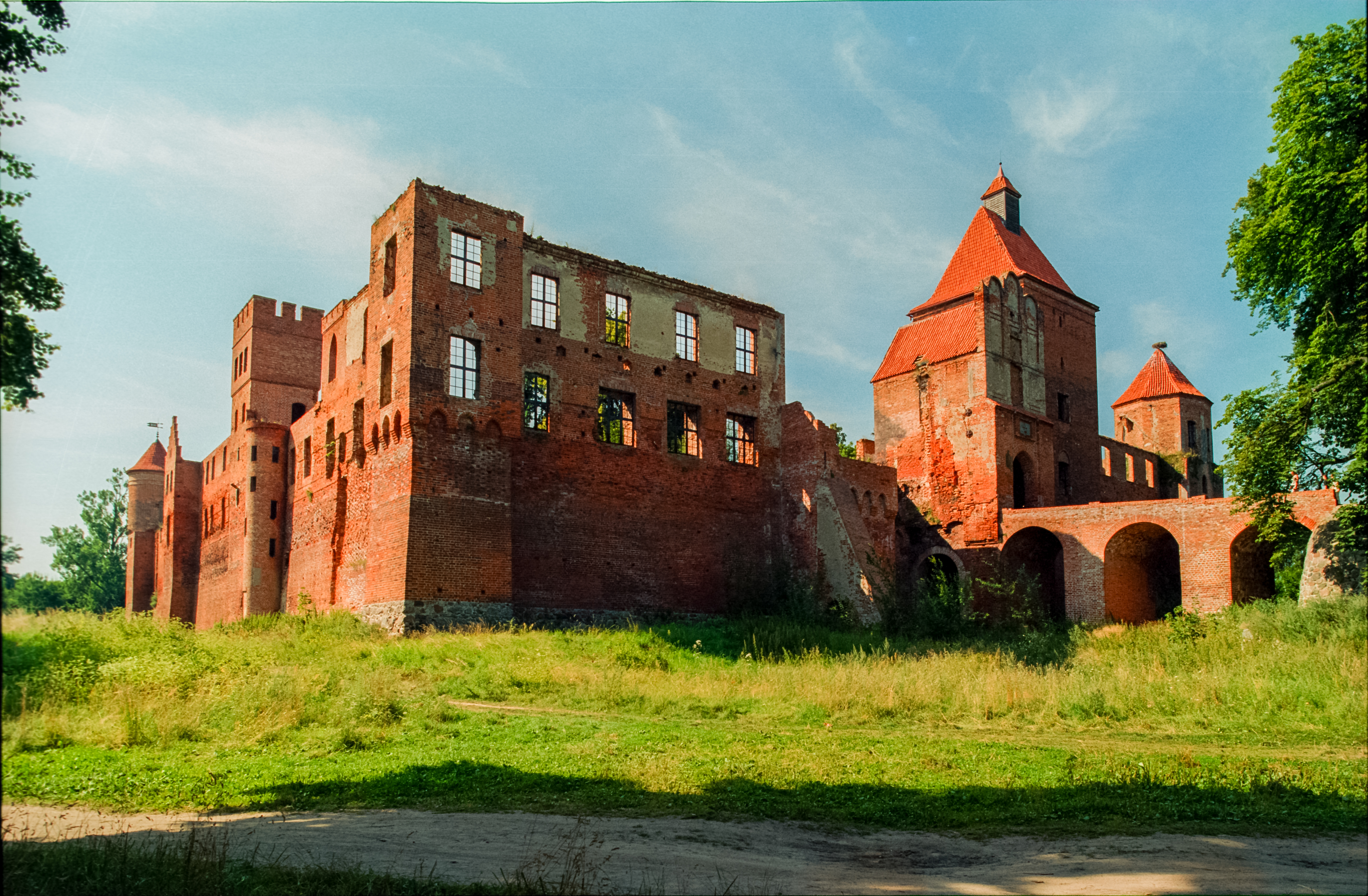
1. Замок у Шембарку

### Замки
- 1. Замок у Барцянах (Zamek w Barcianach[pl])
- 2. Замок у Безлавках (Zamek w Bezławkach[pl])
- 3. Замок у Елку (Zamek w Ełku[pl])
- 4. Замок у Гіжицько (Zamek w Giżycku[pl])
- 5. Замок у Кентшині (Zamek w Kętrzynie[pl])
- 6. Лідзбарський замок
- 7. Замок у Моронгу (Zamek w Morągu[pl])
- 8. Замок у Нідзиці (Zamek w Nidzicy[pl])
- 9. Замок капітулу у Ольштині (Zamek Kapituły Warmińskiej w Olsztynie[pl])
- 10. Замок у Ольштинеку (Zamek w Olsztynku[pl])
- 11. Замок у Оструді (Zamek krzyżacki w Ostródzie[pl])
- 12. Замок у Пасленках (Zamek krzyżacki w Pasłęku[pl])
- 13. Замок у Пененжно (Zamek Kapituły Warmińskiej w Pieniężnie[pl])
- 14. Замок у Решелі
- 15. Замок у Рині (Zamek w Rynie[pl])
- 16. Замок у Щитно

### Руїни замків

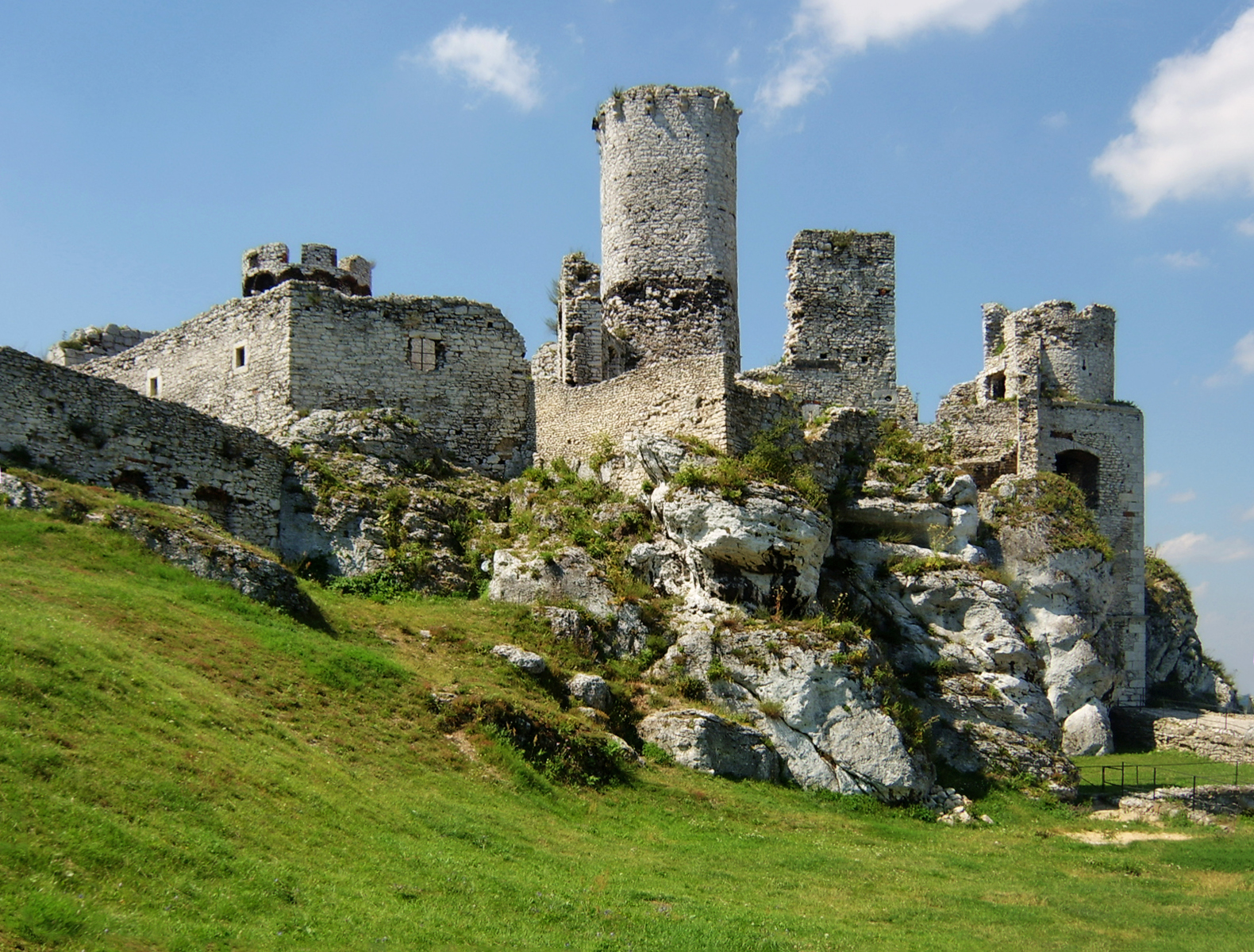
7. Замок Огродзенець

- 1. Замок у Барчево (Zamek w Barczewie[pl])
- 2. Замок у Бартошицях (Zamek w Bartoszycach[pl])
- 3. Замок у Бранево
- 4. Замок у Братянє (Zamek w Bratianie[pl])
- 5. Замок у Домбрувно (Zamek w Dąbrównie[pl])
- 6. Замок у Дзялдово (Zamek w Działdowie[pl])
- 7. Замок у Єзьоранах (Zamek w Jezioranach[pl])
- 8. Замок у Курзентніку (Zamek w Kurzętniku[pl])
- 9. Замок у Любаві (Zamek biskupów chełmińskich w Lubawie[pl])
- 10. Замок у Орнеті (Zamek biskupów warmińskich w Ornecie[pl])
- 11. Замок у Шембарку (Zamek w Szymbarku[pl])
- 12. Замок у Венгожево (Zamek w Węgorzewie[pl])

## Великопольське воєводство

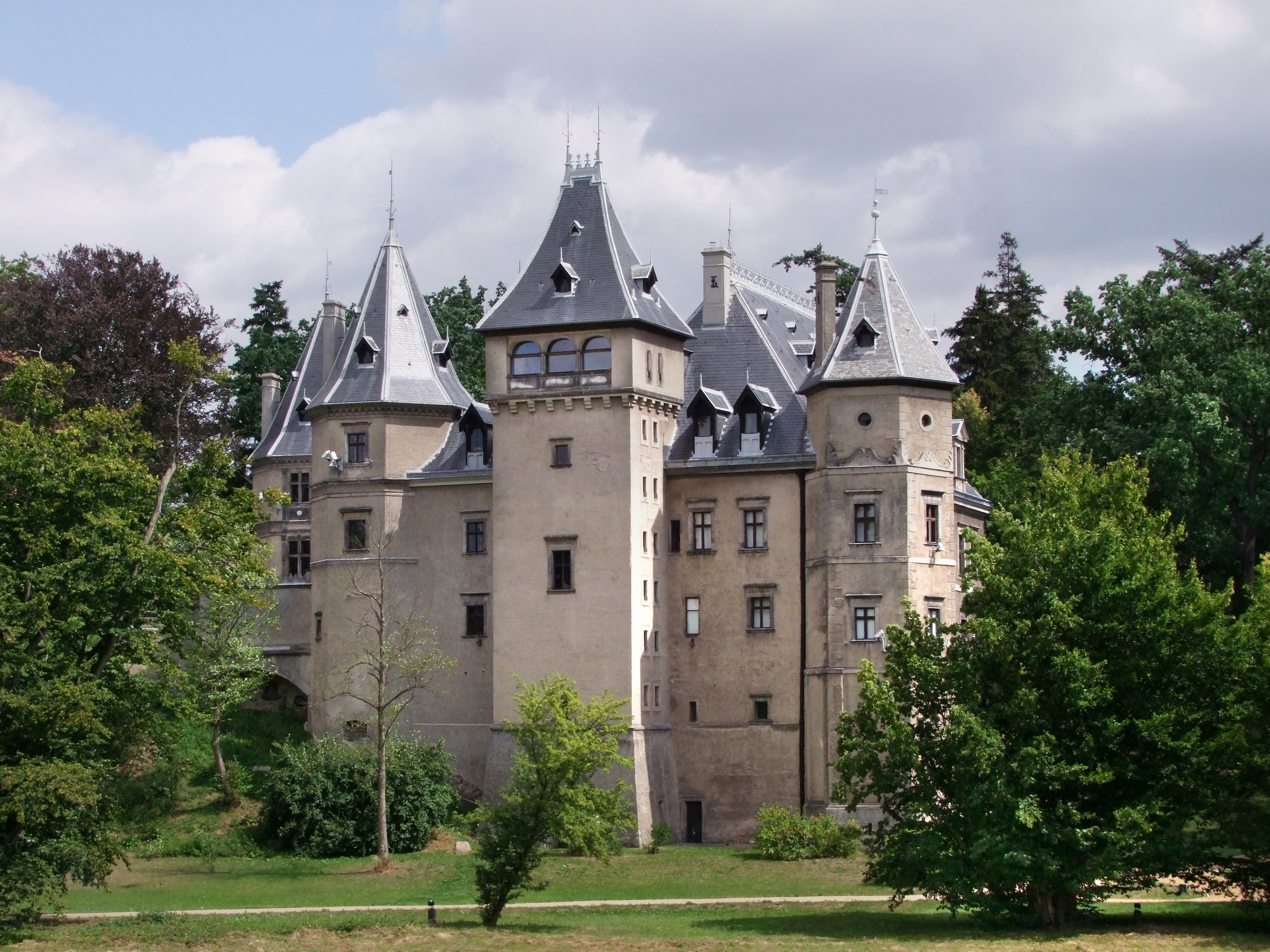
3. Голухівський замок

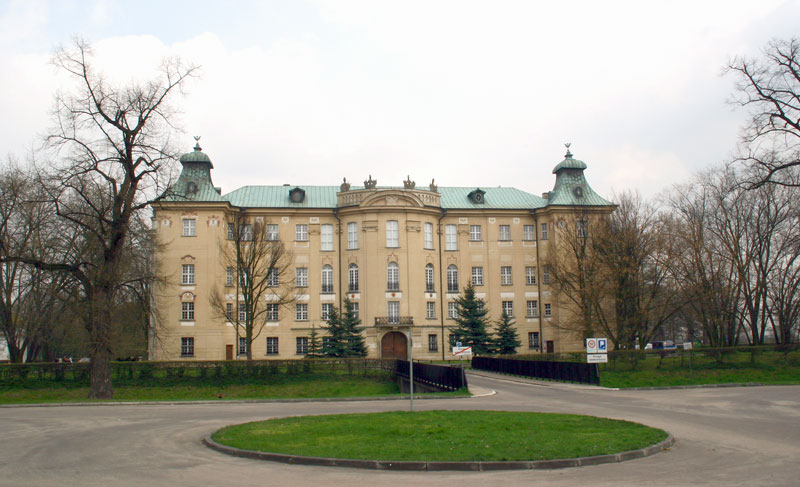
12. Ридзинський замок

14. Познанський замок

### Замки
- 1. Вонсовський замок
- 2. Голаньчовський замок (Zamek w Gołańczy[pl])
- 3. Голухівський замок
- 4. Ґорайський замок
- 5. Збоншиньський замок (Zamek w Zbąszyniu[pl])
- 6. Кольський замок
- 7. Курницький замок
- 8. Осечненський замок
- 9. Пшедецький замок
- 10. Пиздриський замок (Zamek w Pyzdrach[pl])
- 12. Ридзинський замок
- 13. Познанський імператорський замок
- 14. Познанський королівський замок
- 15. Стобницький замок
- 16. Шамотульський замок
- 17. Замок в Джечково (Zamek w Dzeczkowie)

### Руїни замків
- 1. Бориславіцький замок (Zamek w Borysławicach [pl])
- 2. Гославицький замок
- 3. Калішський замок (Zamek w Kaliszu[pl])
- 4. Конінський замок (Zamek w Koninie[pl])
- 5. Острорузький замок (Zamek w Ostrorogu[pl])

## Західнопоморське воєводство

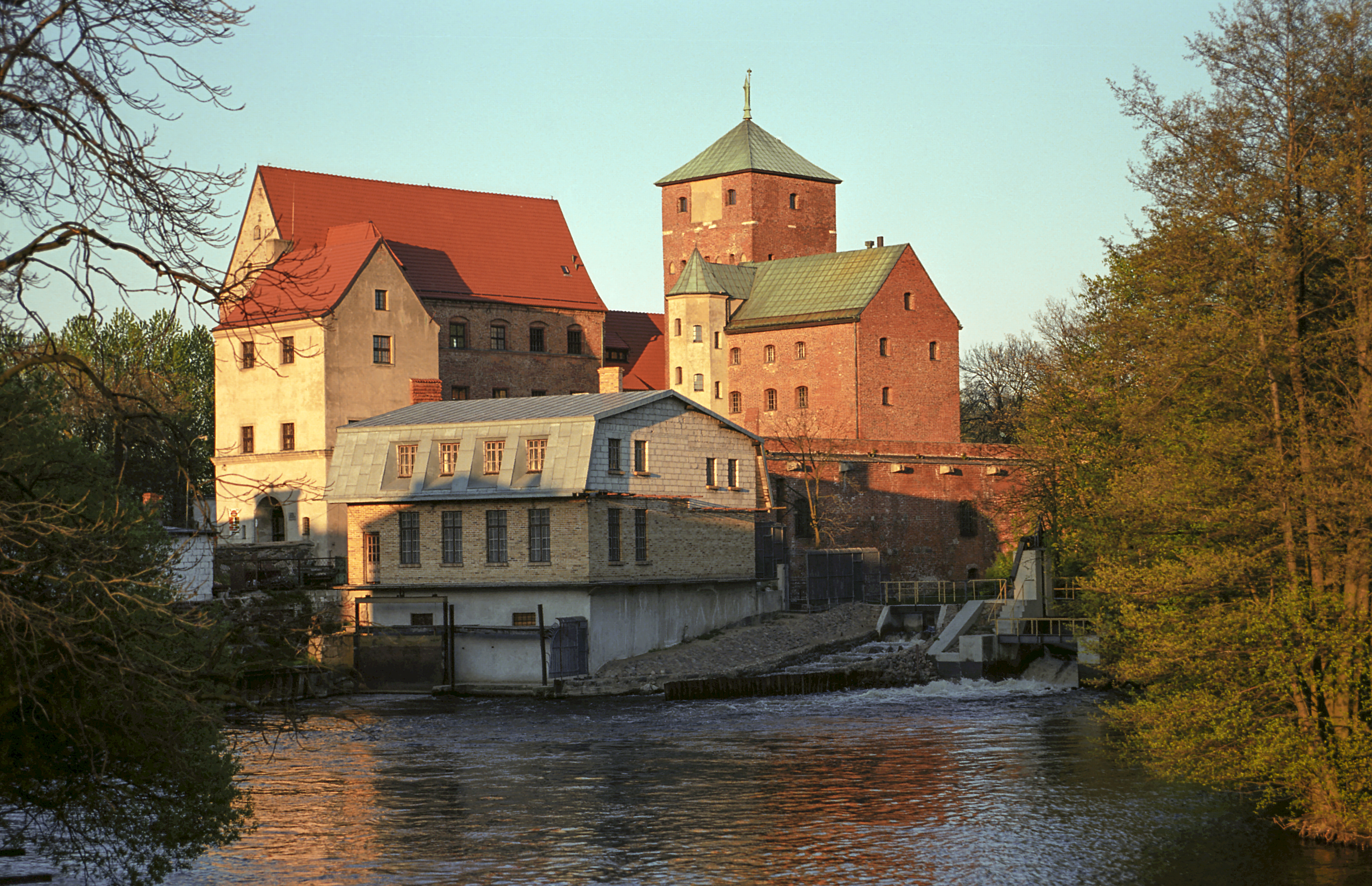
2. Дарловський замок

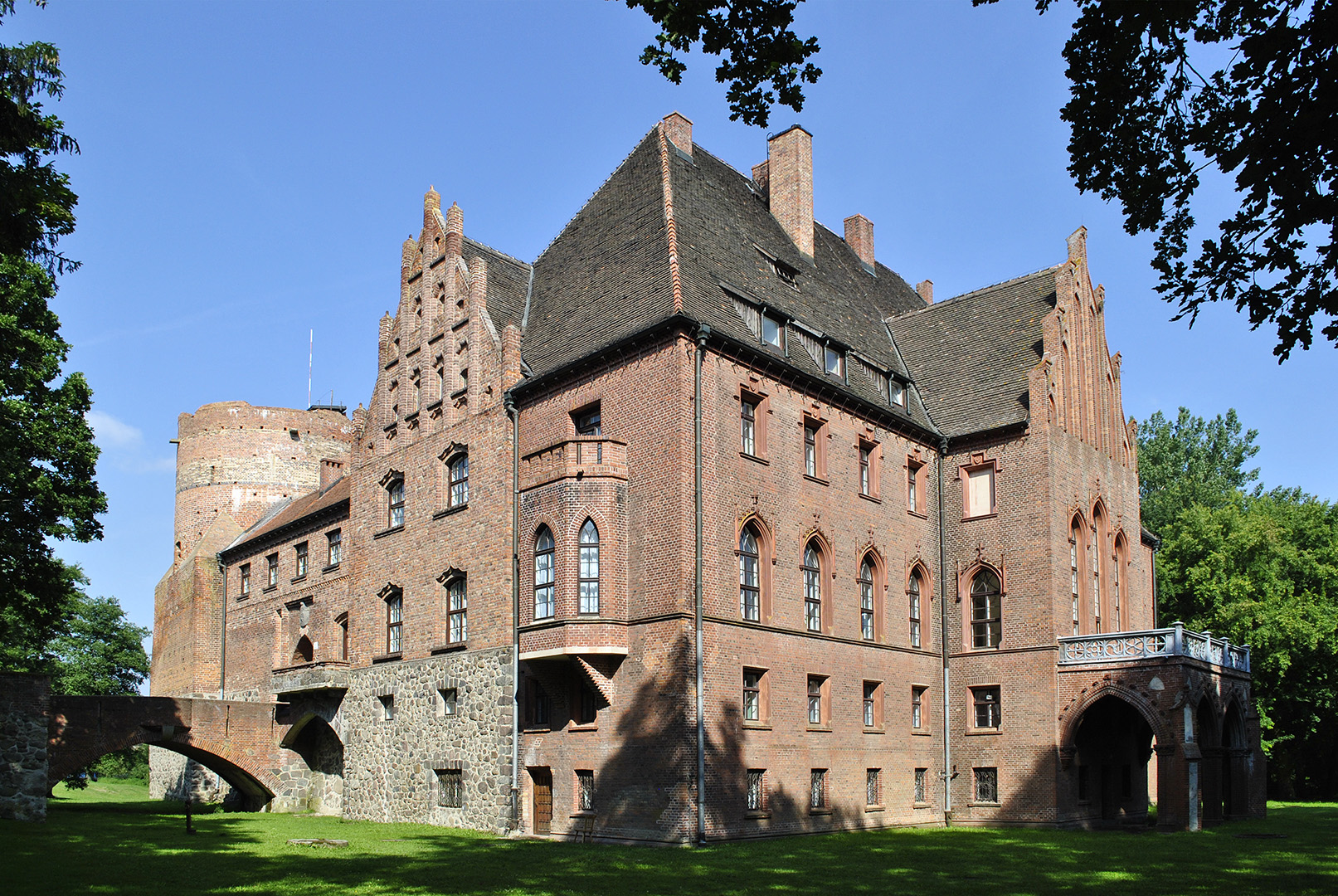
5. Пензінський замок

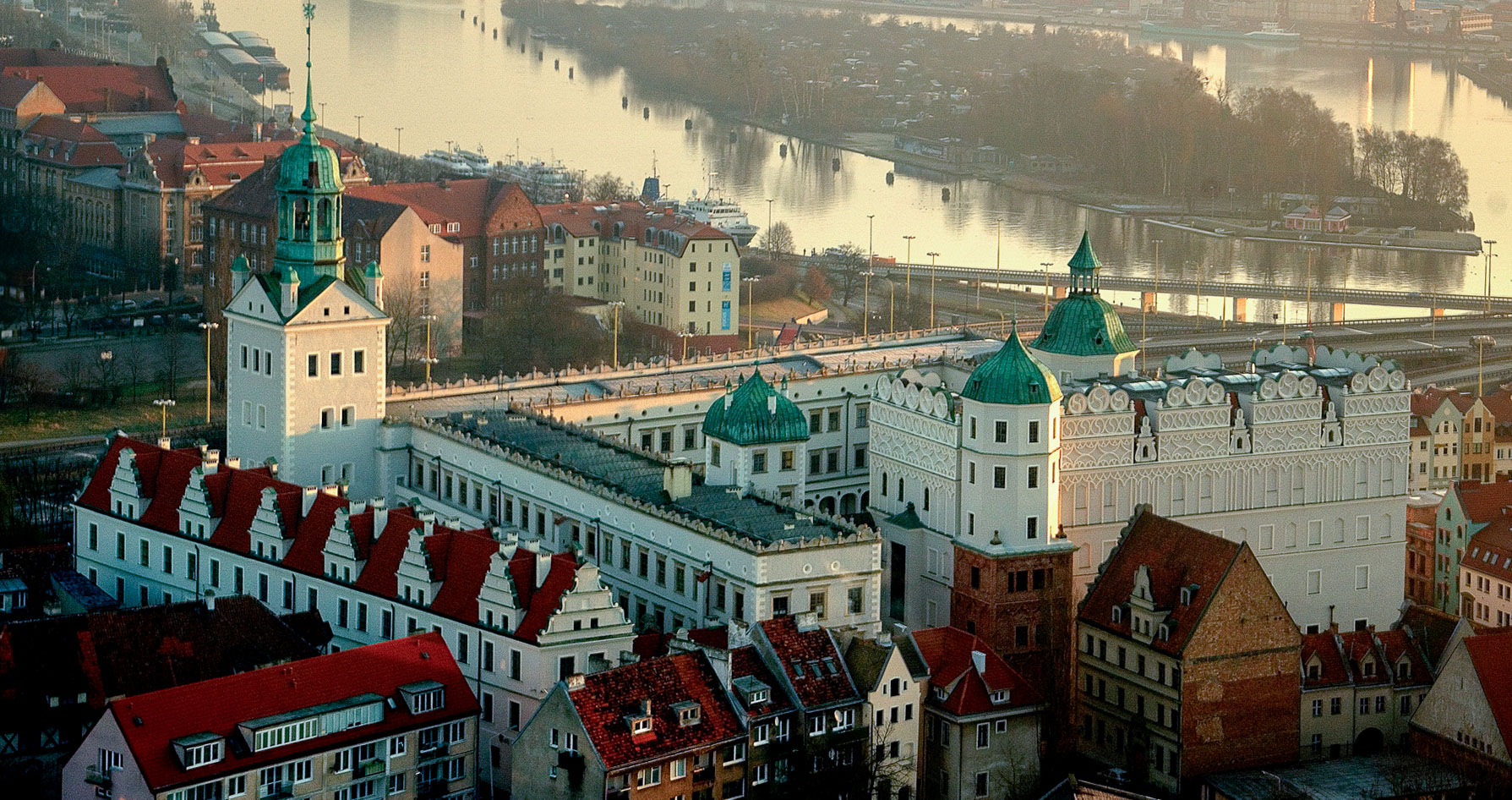
9. Щецинський замок

### Замки
- 1. Гольчевська вежа
- 2. Дарловський замок
- 3. Злоценецький замок (Zamek w Złocieńcu[pl])
- 4. Кронзький замок
- 5. Пензінський замок
- 6. Свобницький замок
- 7. Свідвинський замок
- 8. Тучненський замок
- 9. Щецинський замок

### Руїни замків
- 1. Даберський замок (Zamek w Dobrej[pl])
- 2. Драгаймський замок (Zamek Drahim w Starym Drawsku[pl])
- 3. Нойведельський замок (Zamek w Drawnie[pl])
- 4. Кьорлінський замок (Zamek w Karlinie[pl])
- 5. Кошалінський замок (Zamek w Koszalinie[pl])
- 6. Мирославецький замок (Zamek w Mirosławcu[pl])
- 7. Моринський замок (Zamek w Moryniu[pl])
- 8. Грабовський замок (Zamek Odrzański[pl])
- 9. Щецинекський замок (Zamek w Szczecinku[pl])

## Куявсько-Поморське воєводство

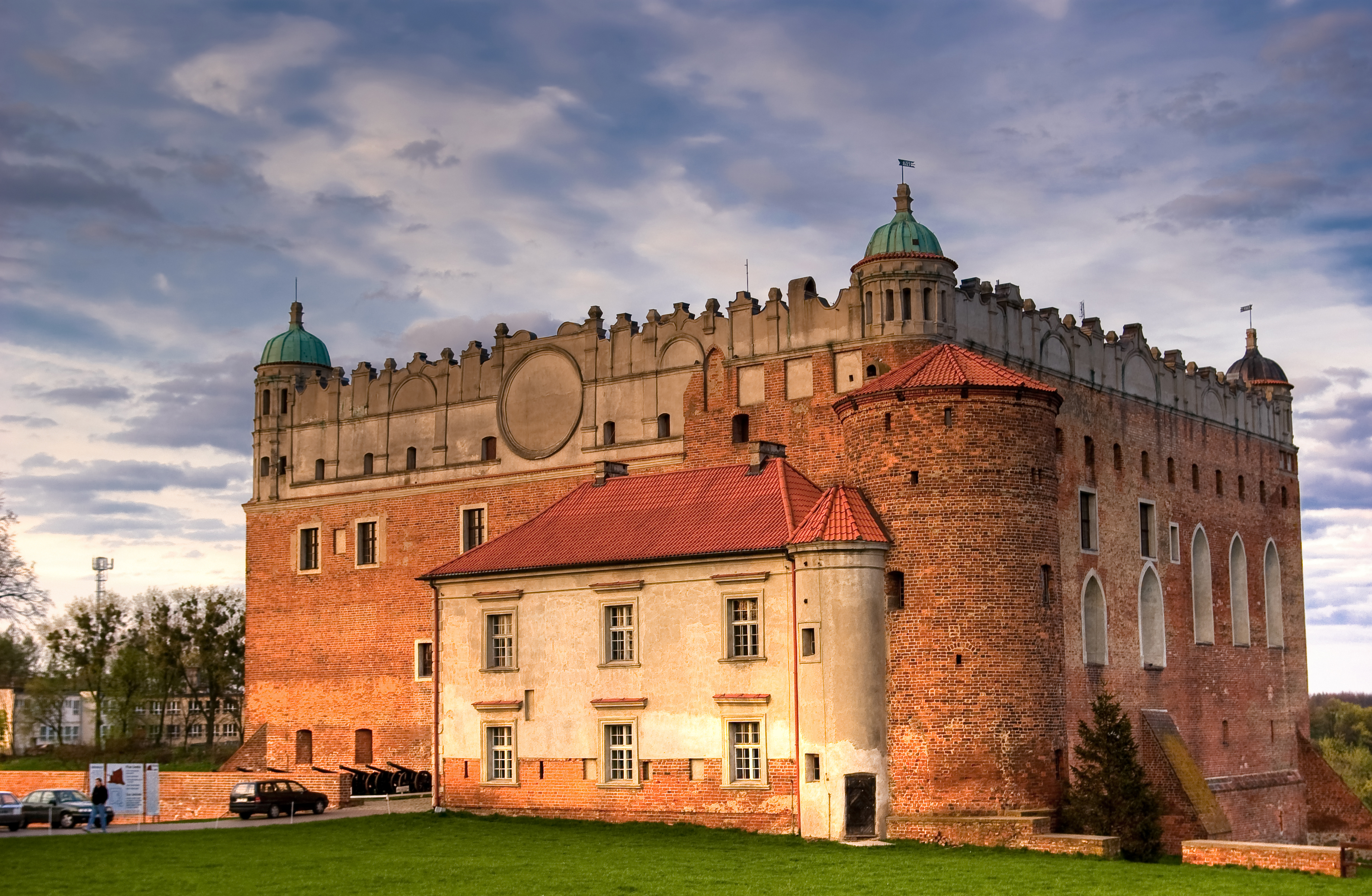
2. Голюбський замок

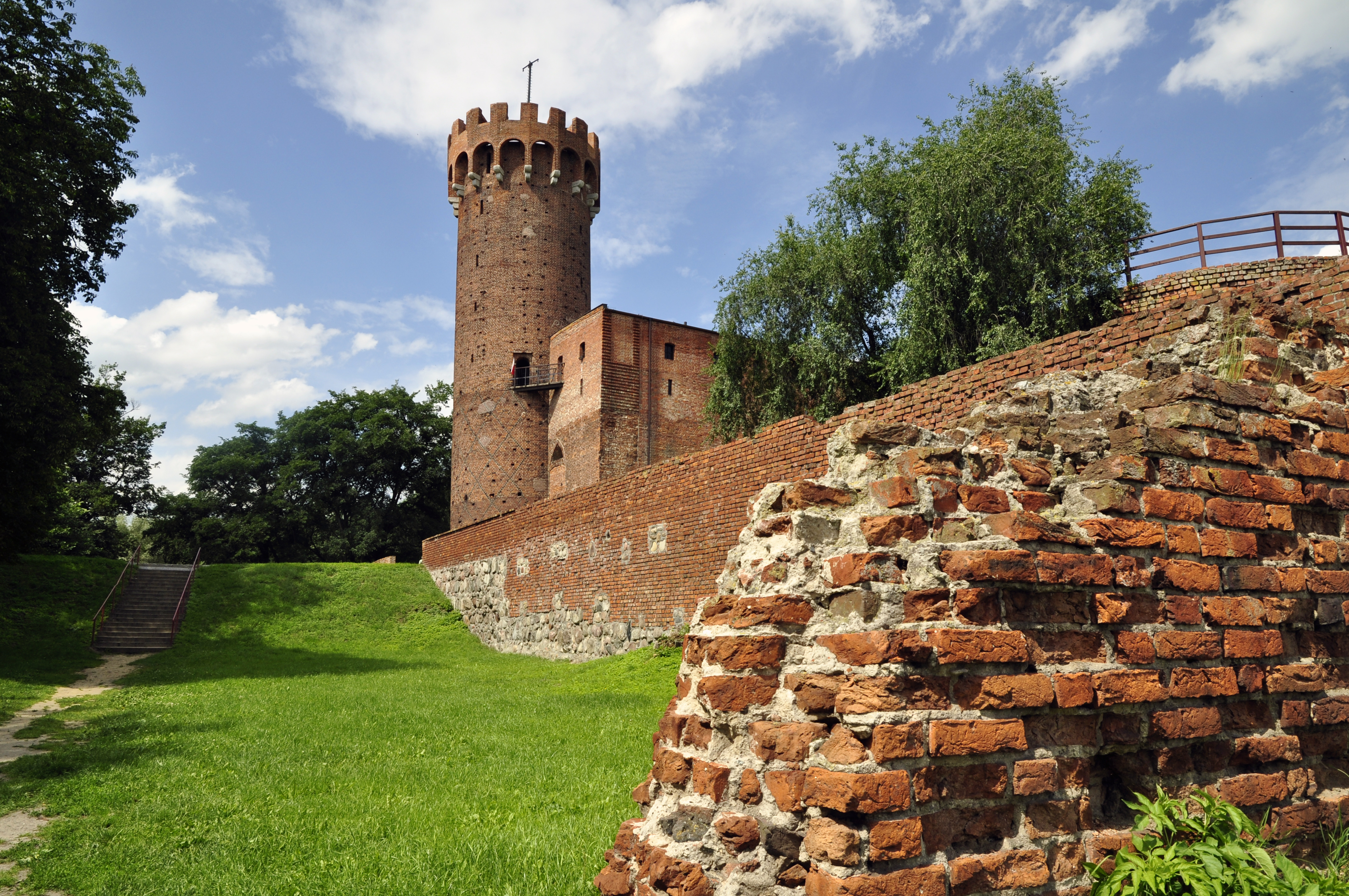
6. Замок в Свєце

7. Замок братства у Торунлю

### Замки
- 1. Замок у Бродниці (Zamek w Brodnicy[pl])
- 2. Замок у Голюбі
- 3. Замок у Крушвиці (Zamek w Kruszwicy[pl])
- 4. Замок у Нове (Zamek w Nowem[pl])
- 5. Замок у Роґужно
- 6. Замок в Свеце (Zamek krzyżacki w Świeciu[pl])
- 7. Замок братства у Торуню (Dwór Bractwa Świętego Jerzego w Toruniu[pl])
- 8. Замок у Бежгловську

### Руїни замків
- 1. Замок Беберен (Zamek w Bobrownikach[pl])
- 2. Замок Бидгощі (Zamek w Bydgoszczy[pl])
- 3. Замок Дибув (Zamek Dybów[pl])
- 4. Замок Грудзьондз (Zamek krzyżacki w Grudziądzu[pl])
- 5. Замок Коваль (Zamek w Kowalu[pl])
- 6. Замок у Ковалево (Zamek w Kowalewie Pomorskim[pl])
- 7. Замок у Расянжку (Zamek w Raciążku[pl])
- 8. Замок у Радзіках(Zamek w Radzikach Dużych[pl])
- 9. Реденський замок (Zamek w Radzyniu Chełmińskim[pl])
- 10. Замок в Рипіні (Zamek w Rypinie[pl])
- 11. Торунський замок (Zamek krzyżacki w Toruniu[pl])
- 12. Замок у Венецья (Zamek w Wenecji[pl])
- 13. Злоторийський замок (Zamek w Złotorii[pl])
- 14. Шубінський замок (Zamek w Szubinie[pl])

## Люблінське воєводство

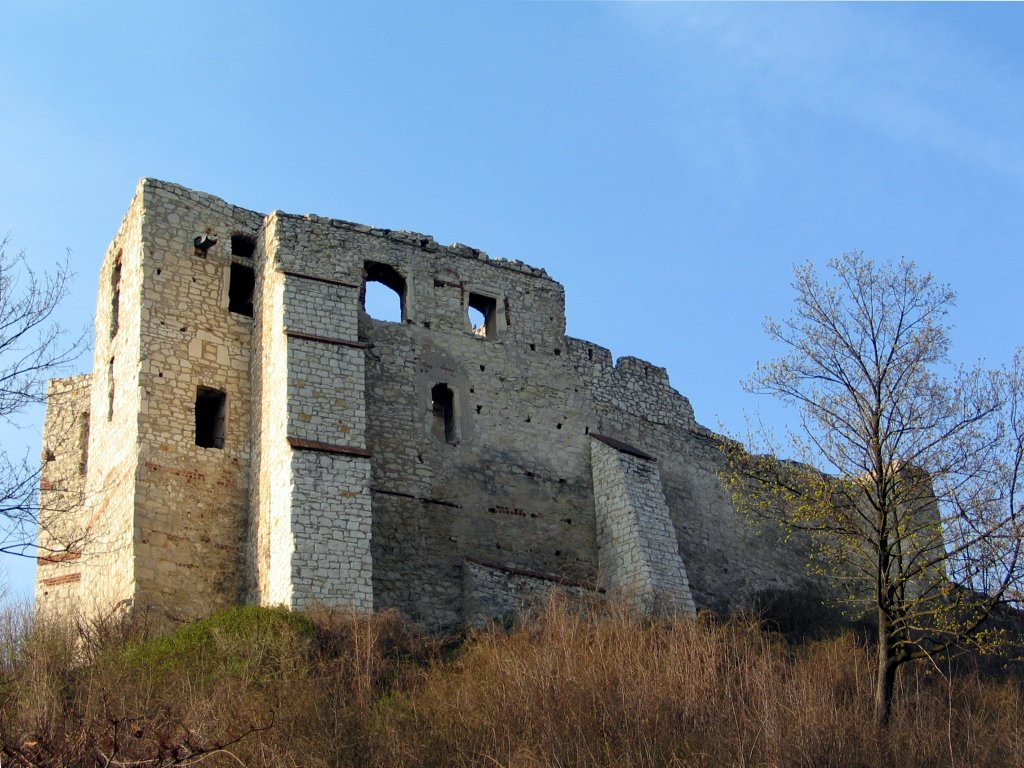
Казімеж-Дольни замок

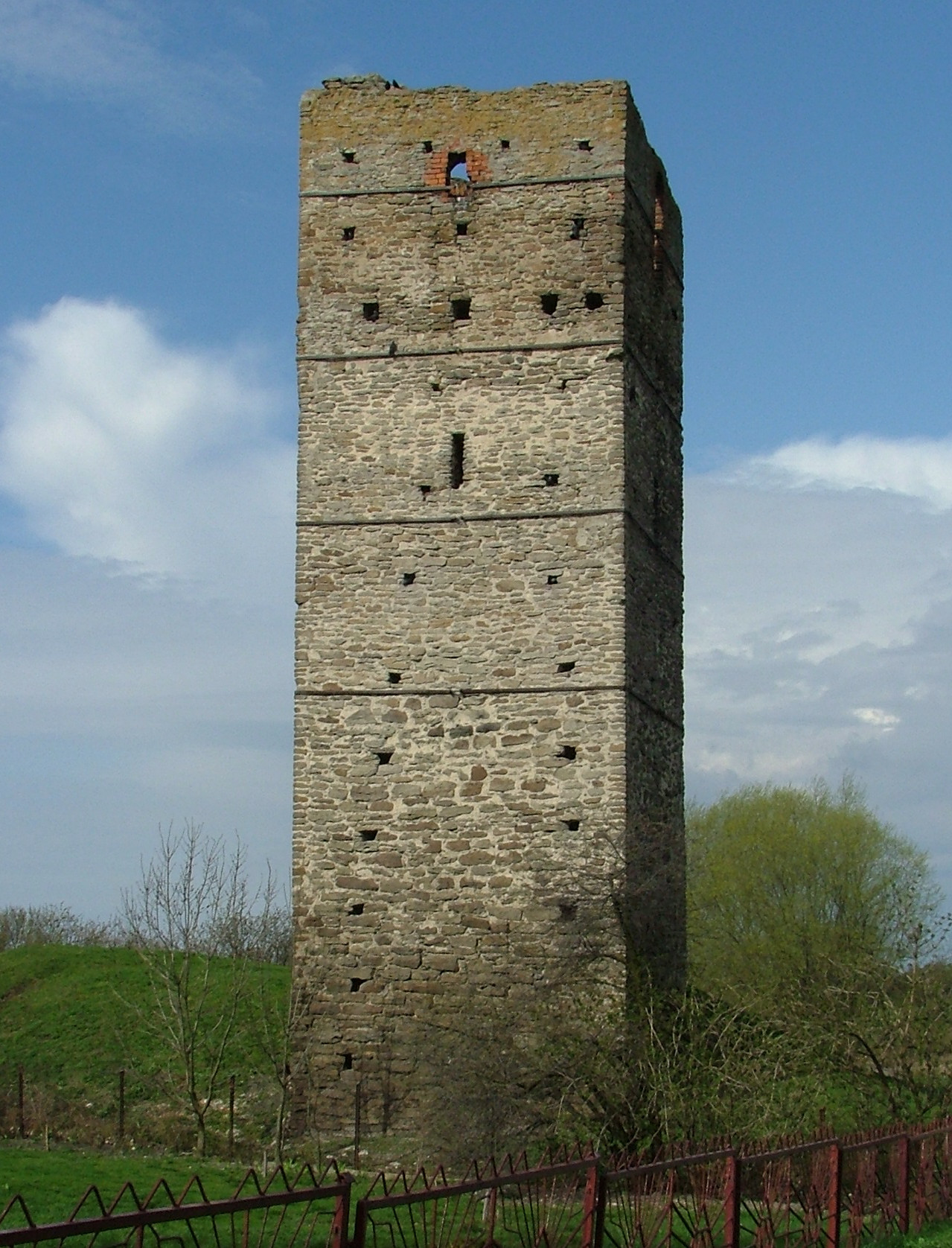
Вежа у Столп'є

### Замки
- 1. Біла-Підляський замок (Zamek w Białej Podlaskiej[pl])
- 2. Казімеж-Дольницький замок Zamek w Kazimierzu Dolnym[pl])
- 3. Люблінський замок
- 4. Вежа у Столп'є

### Руїни замків
- 1. Вежа-стовп у Белавіно
- 2. Белжицький замок (Zamek w Bełżycach[pl])
- 3. Бохотницький замок (Zamek w Bochotnicy[pl])
- 4. Красниставський замок
- 5. Крупський замок (Замок Крупе)
- 6. Скербечівський замок (Zamek w Skierbieszowie[pl])
- 7. Холмський замок
- 8. Яновецький замок

## Любуське воєводство

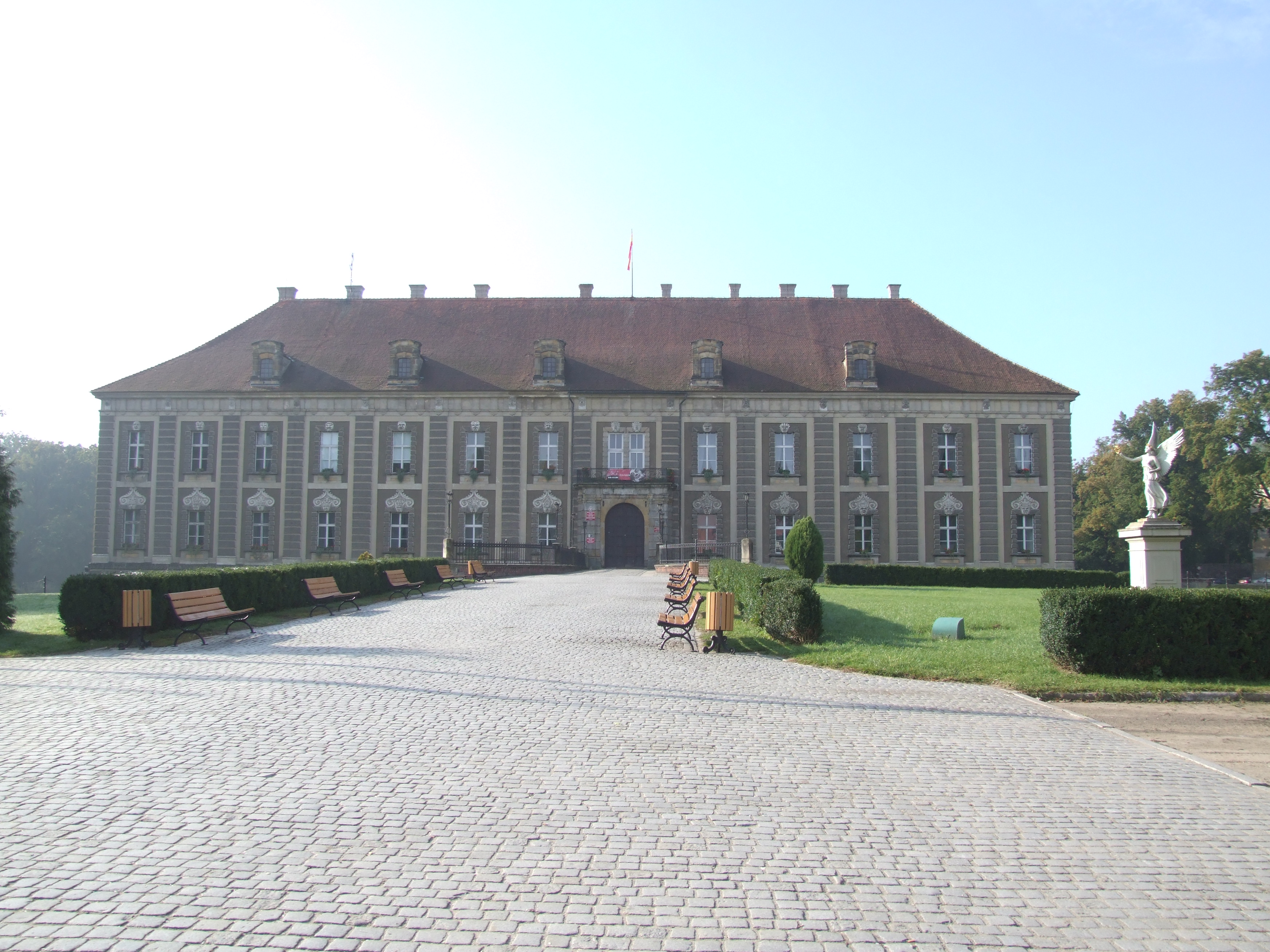
2. Жаганський палац

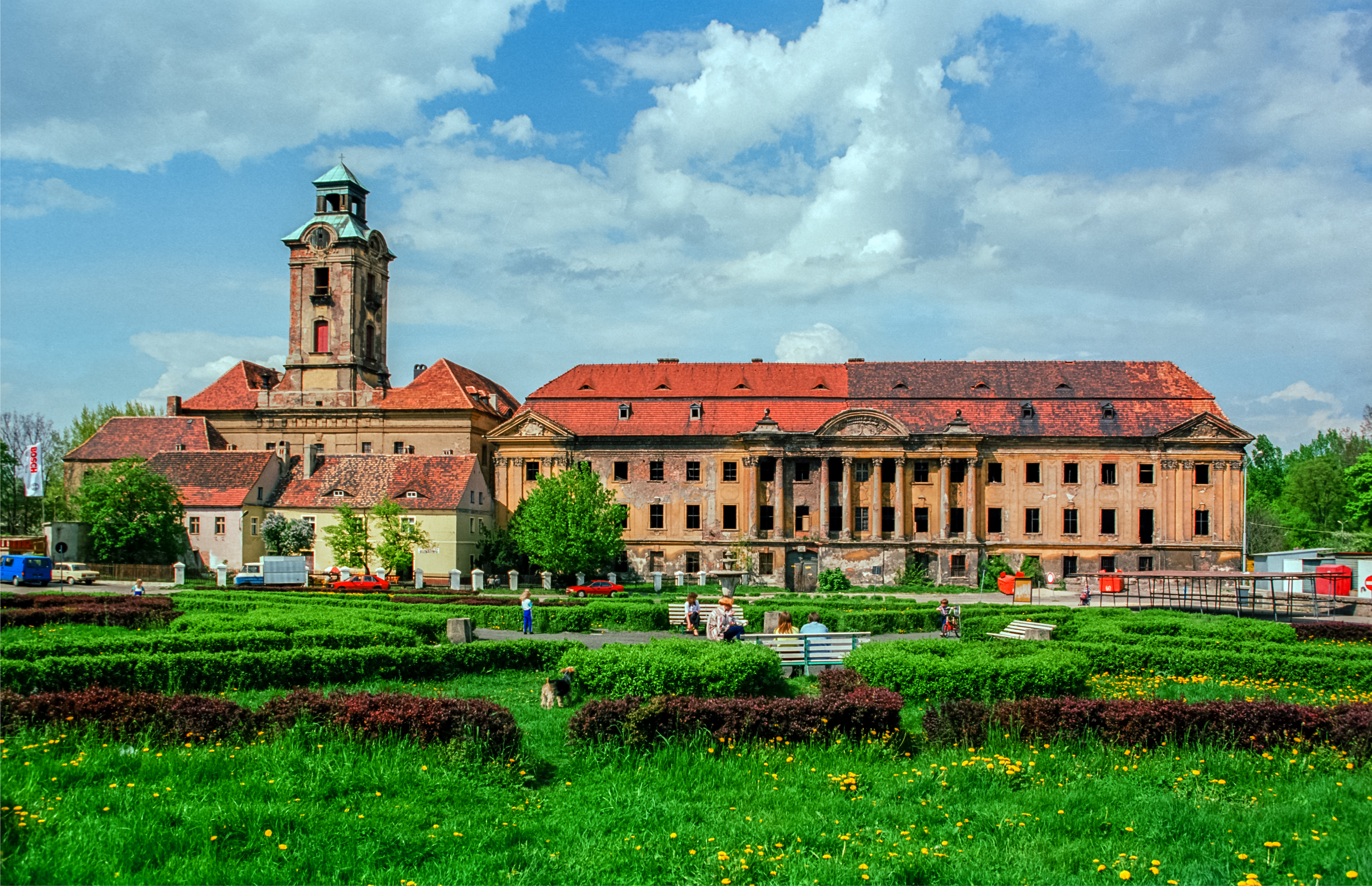
3. Жарський замок

### Замки
- 1. Бронішівський замок
- 2. Жаганський палац
- 3. Кросненський замок
- 4. Мендзижецький замок
- 5. Слонський замок (Zamek joannitów[pl])
- 6. Кожухівський замок
- 7. Вітківська вежа

### Руїни замків
- 1. Костшинський замок (Zamek w Kostrzynie nad Odrą[pl])
- 2. Лагівський замок
- 3. Жарський замково-палацовий комплекс
- 4. Отинський замок (Zamek w Otyniu[pl])
- 5. Седлиський замок
- 6. Шпротавський замок (Zamek Szprotawski[pl])
- 7. Яновецький замок (Zamek graniczny w Janowcu[pl])

## Лодзинське воєводство

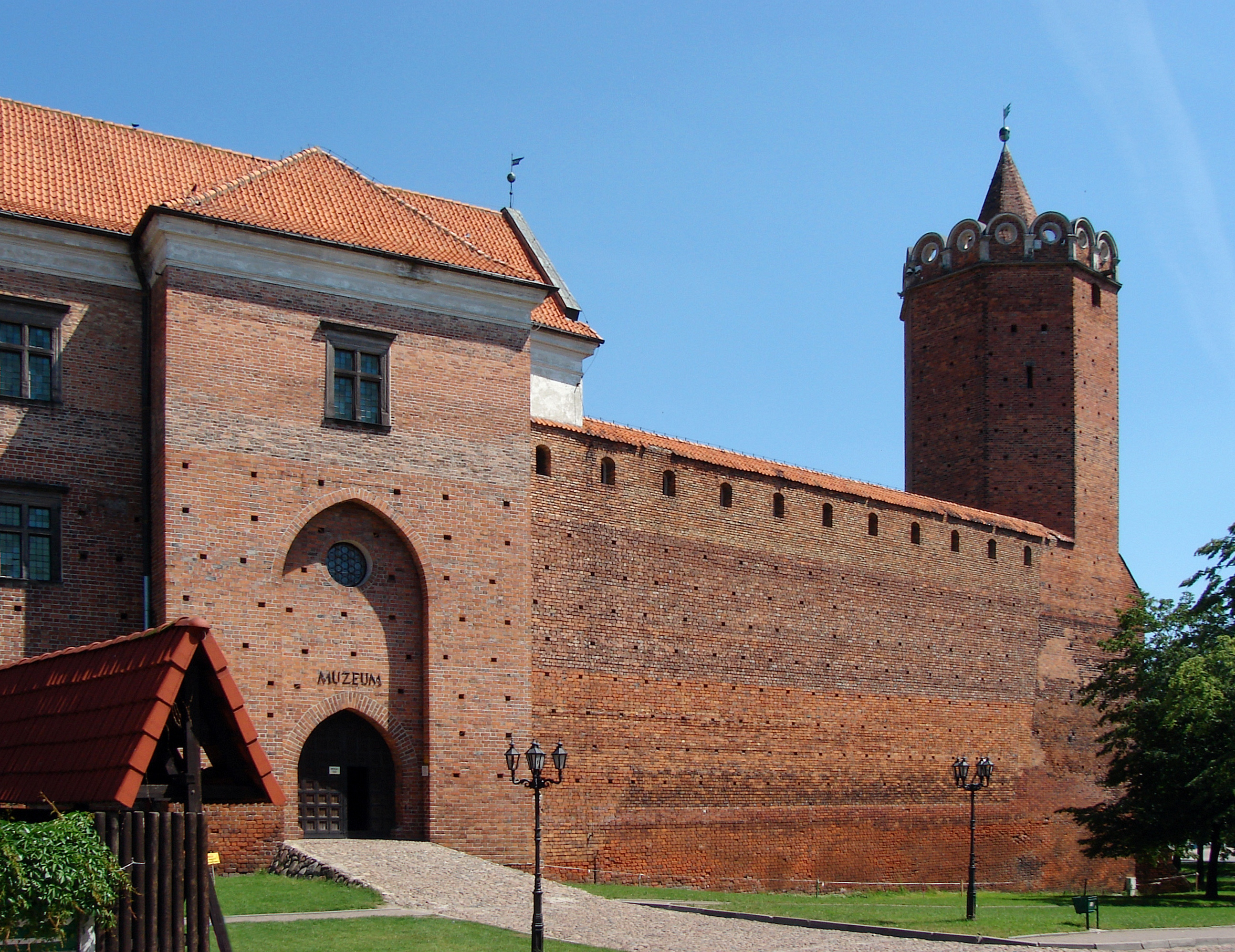
2. Ленчицький замок

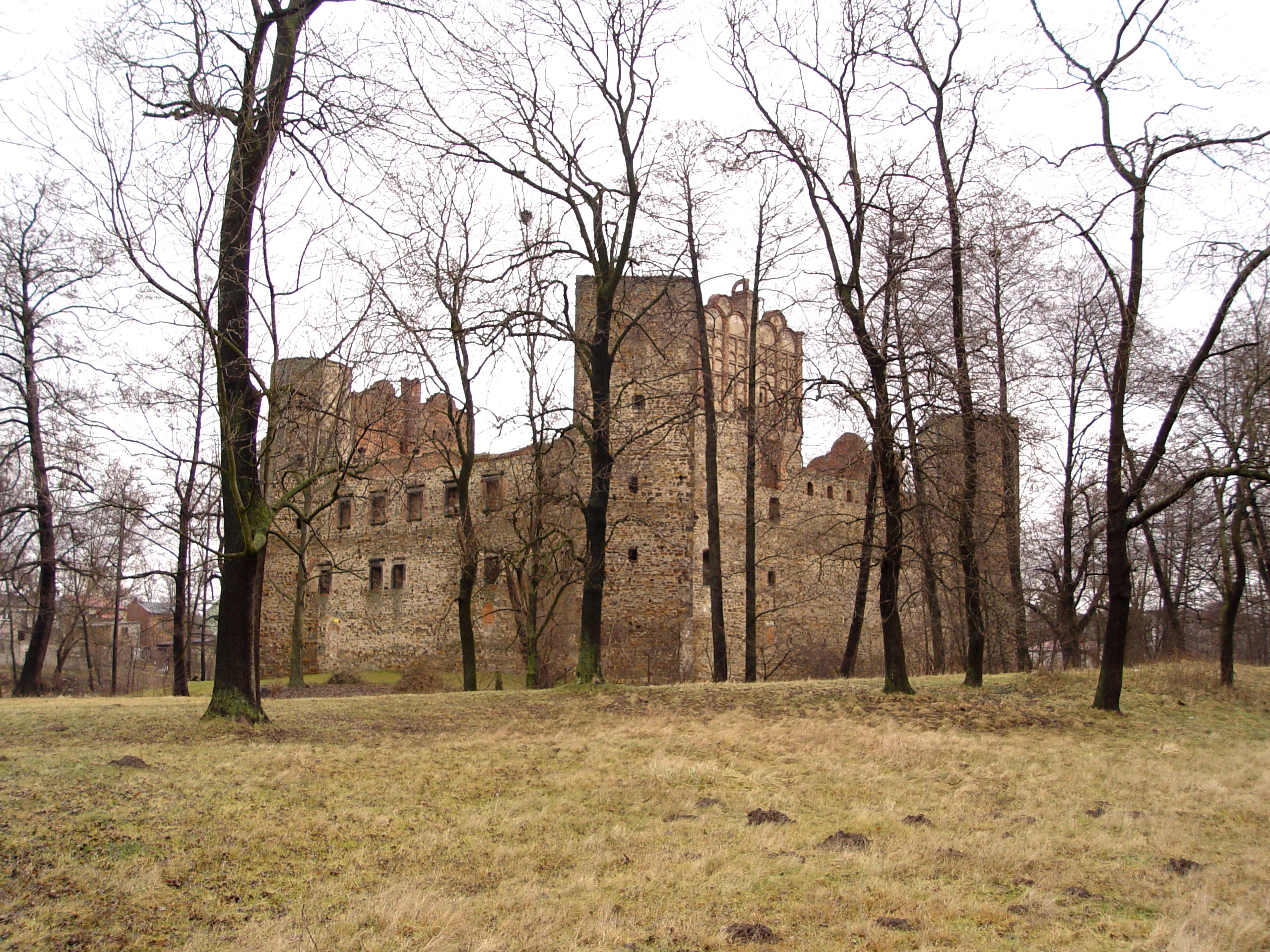
2. Джевицький замок

### Замки
- 1. Велюнський замок (Zamek w Wieluniu[pl])
- 2. Ленчицький замок
- 3. Опочнівський замок Zamek w Opocznie[pl])
- 4. Опоровський замок (Zamek w Oporowie[pl])
- 5. Королівський замок (Zamek w Piotrkowie Trybunalskim[pl])
- 6. Рава-Мазовецький замок Zamek w Rawie Mazowieckiej[pl])
- 7. Унеївський замок

### Руїни замків
- 1. Бесєкєрський замок Zamek w Besiekierach[pl])
- 2. Джевицький замок (Zamek w Drzewicy[pl])
- 3. Гожковицький замок Zamek w Gorzkowicach[pl])
- 4. Іновлудський замок (Zamek w Inowłodzu[pl])
- 5. Майковицький замок (Zamek w Majkowicach[pl])

## Мазовецьке воєводство

3. Королівський замок

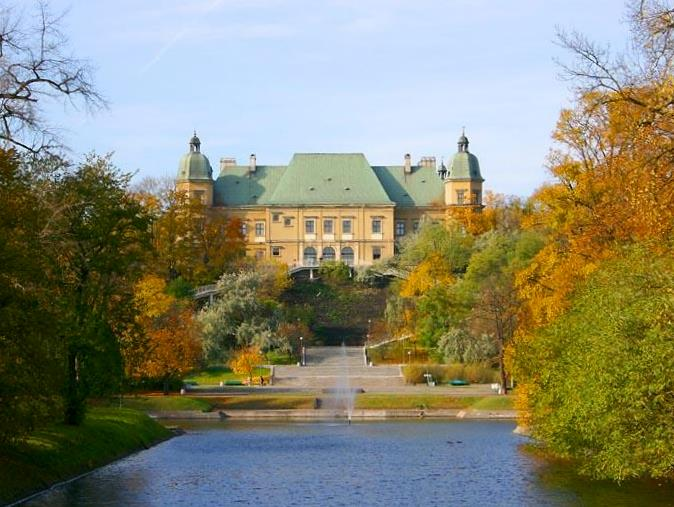
7. Уяздувський замок

### Замки
- 1. Гостинінський замок (Gostyninie[pl])
- 2. Лівський замок (Zamek w Liwie[pl])
- 3. Королівський замок у Варшаві
- 4. Замок Острозьких
- 5. Плоцький замок (Zamek w Płocku[pl])
- 6. Пултуський замок (Zamek w Pułtusku[pl])
- 7. Уяздовський замок
- 8. Цеханувський замок (Zamek w Ciechanowie[pl])
- 9. Черський замок (Zamek w Czersku[pl])
- 10. Шидловецький замок (Zamek w Szydłowcu[pl])

### Руїни замків
- 1. Брокський замок (Zamek w Broku[pl])
- 2. Ілжаський замок (Zamek w Iłży[pl])
- 3. Карнічинський замок[pl]
- 4. Радомський замок (Zamek w Radomiu[pl])
- 5. Солецький замок (Zamek w Solcu[pl])
- 6. Шренський замок (Zamek w Szreńsku[pl])

## Малопольське воєводство

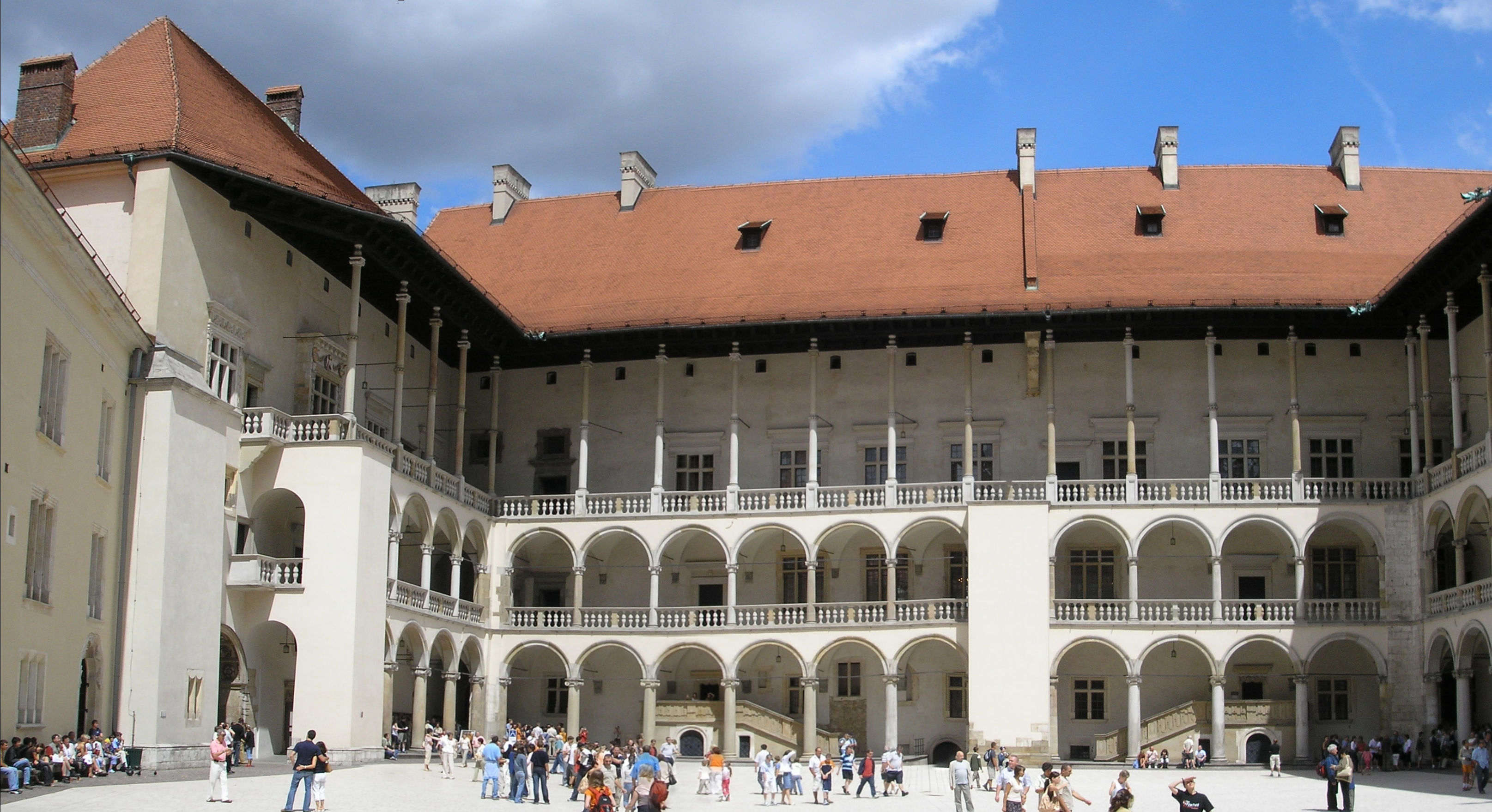
1. Вавель

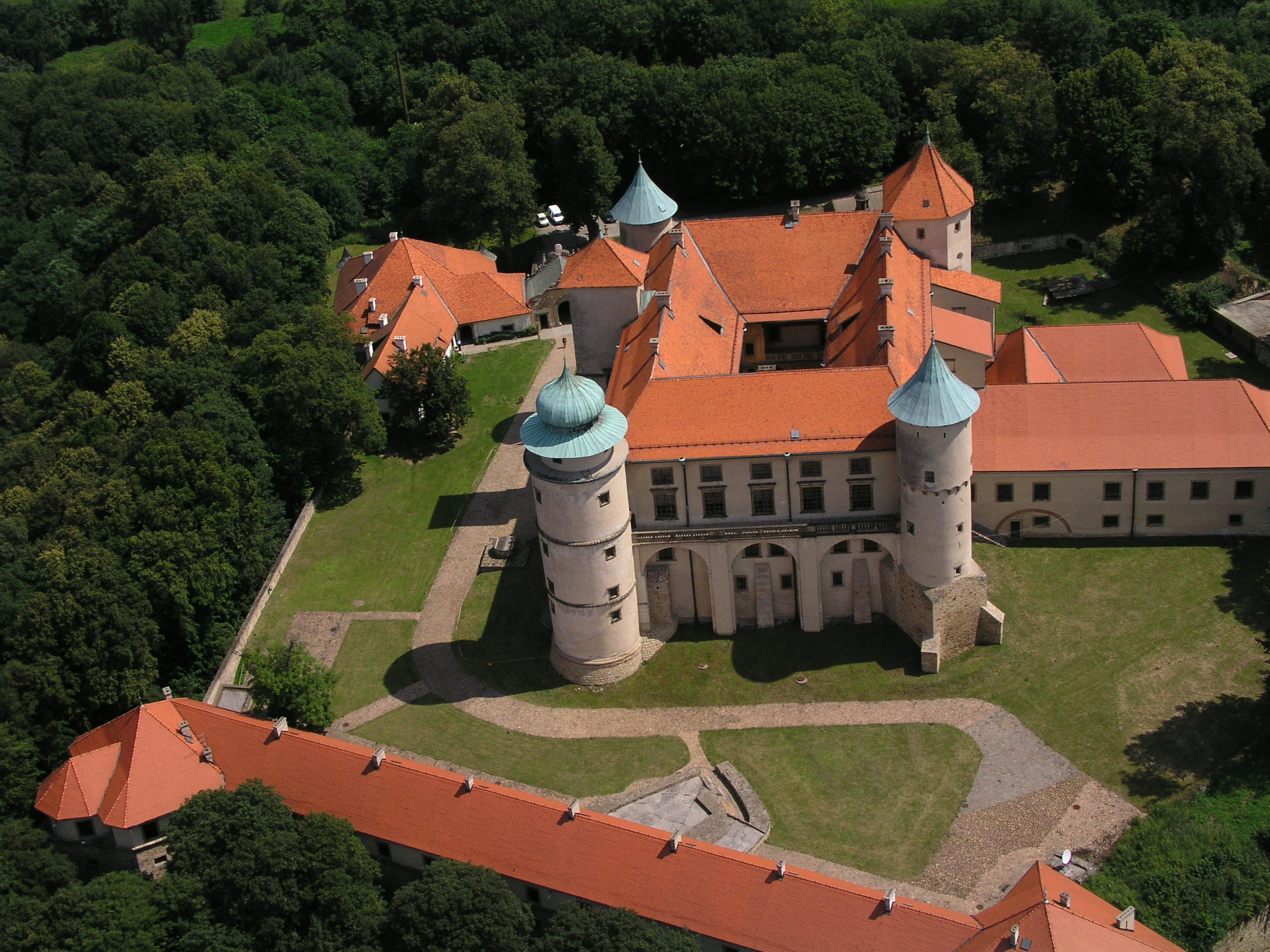
2. Замок у Новому Вісьничі

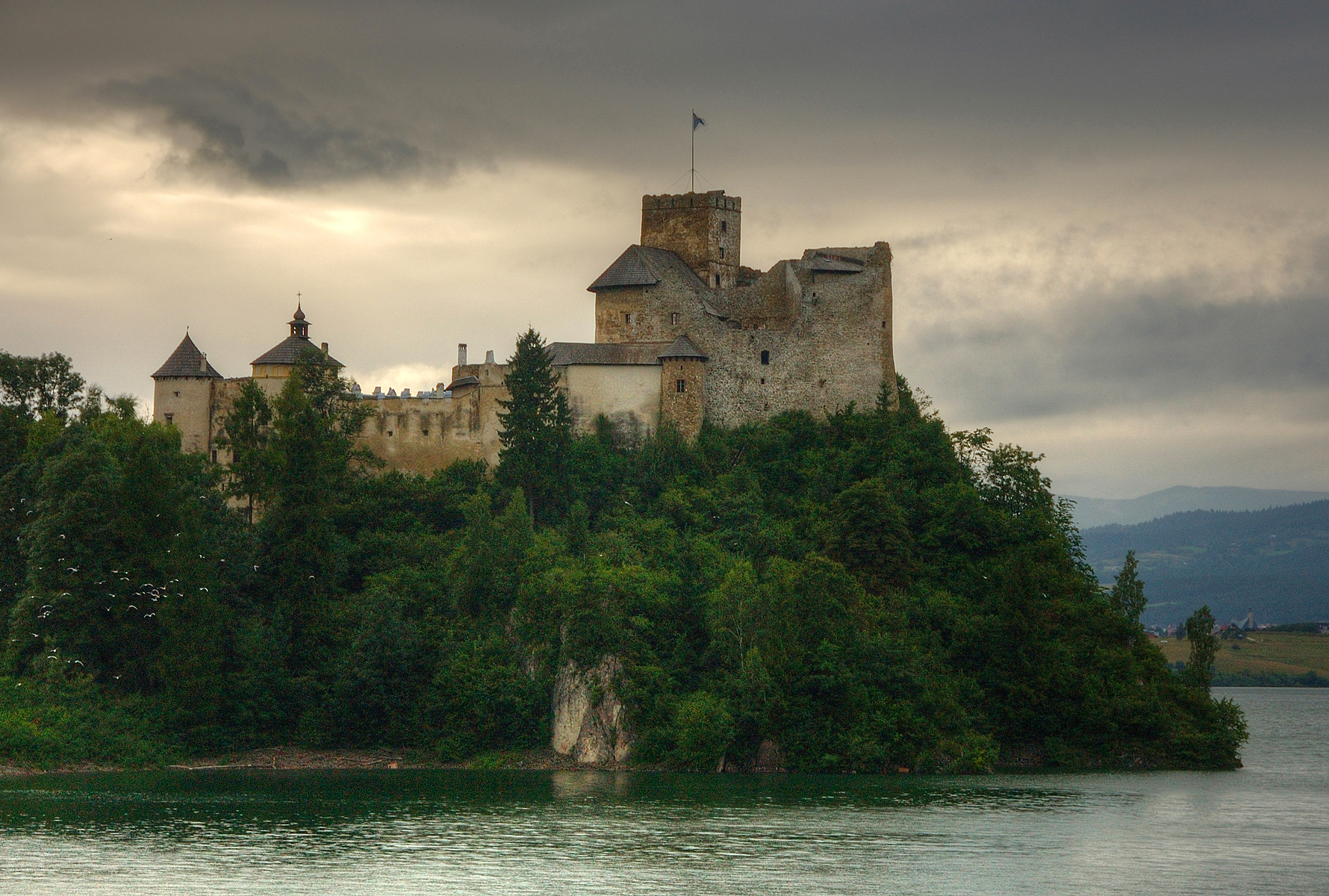
7. Замок «Дунаєць»

### Замки
- 1. Вавель
- 2. Замок у Новому Вісьничі
- 3. Дембненський замок
- 4. Жупний замок
- 5. Кожкевський замок
- 6. Палац Мірув у Ксьонжі-Великому
- 7. Замок «Дунаєць»
- 8. Неполомицький замок
- 9. Новосандецький замок
- 10. Освенцимський замок
- 11. Замок в Ойцуві
- 12. Пєскова Скала
- 13. Суський замок

### Руїни замків
- 1. Замок у Бидліні
- 2. Добчицький замок
- 3. (Zamek w Lanckoronie[pl])
- 4. Замок Липовець
- 5. Замок у Мельштині
- 6. Рабштинський замок
- 7. (Zamek w Rożnowie[pl])
- 8. Ритрівський замок
- 9. Замок Тенчин
- 10. Замок Тропштин
- 11. Чорштинський замок
- 12. Замок у Чхуві

## Нижньосілезьке воєводство

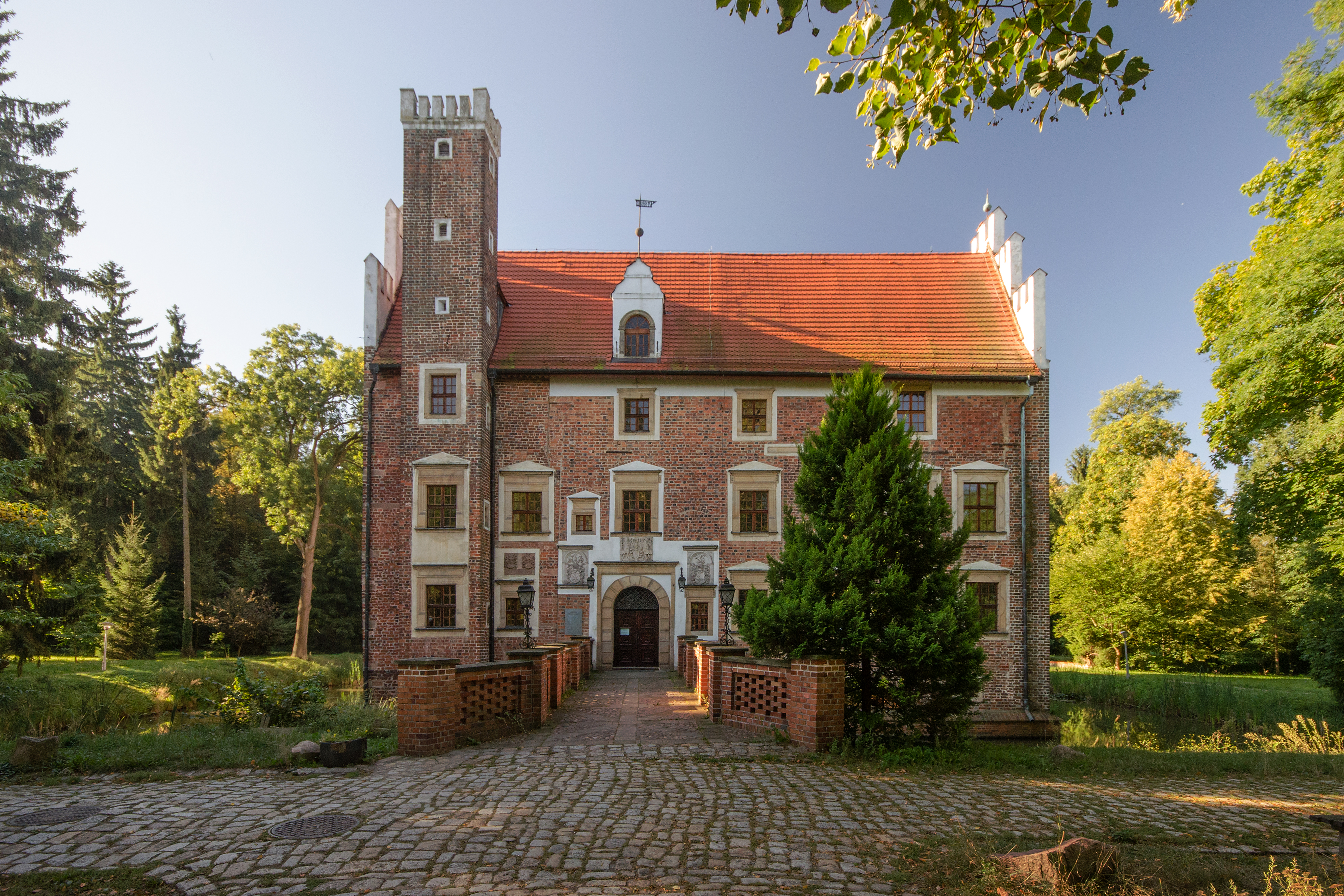
4. Замок Войновиці

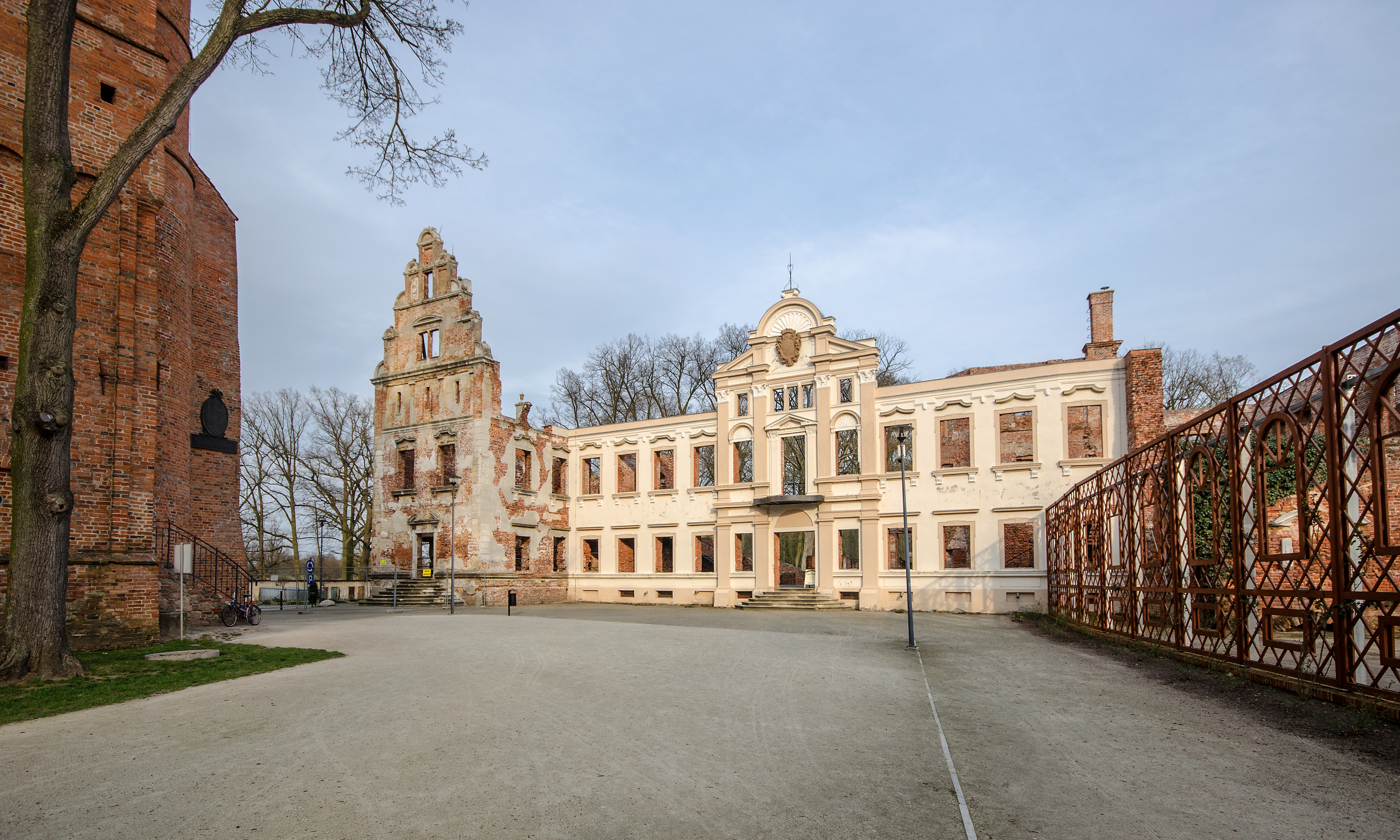
13. Жміґродський замок

16. Замок «Князь»

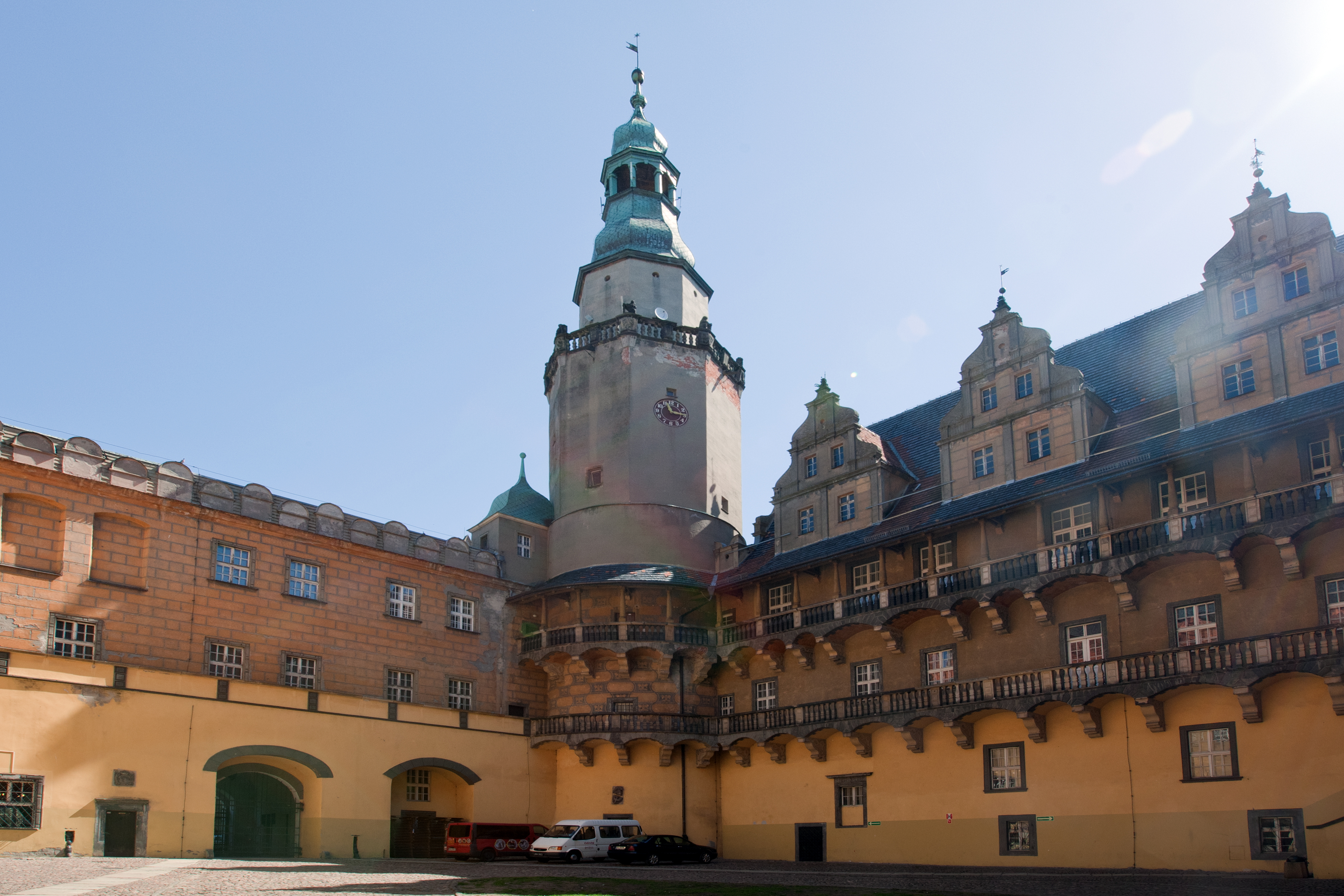
21. Олешницький замок

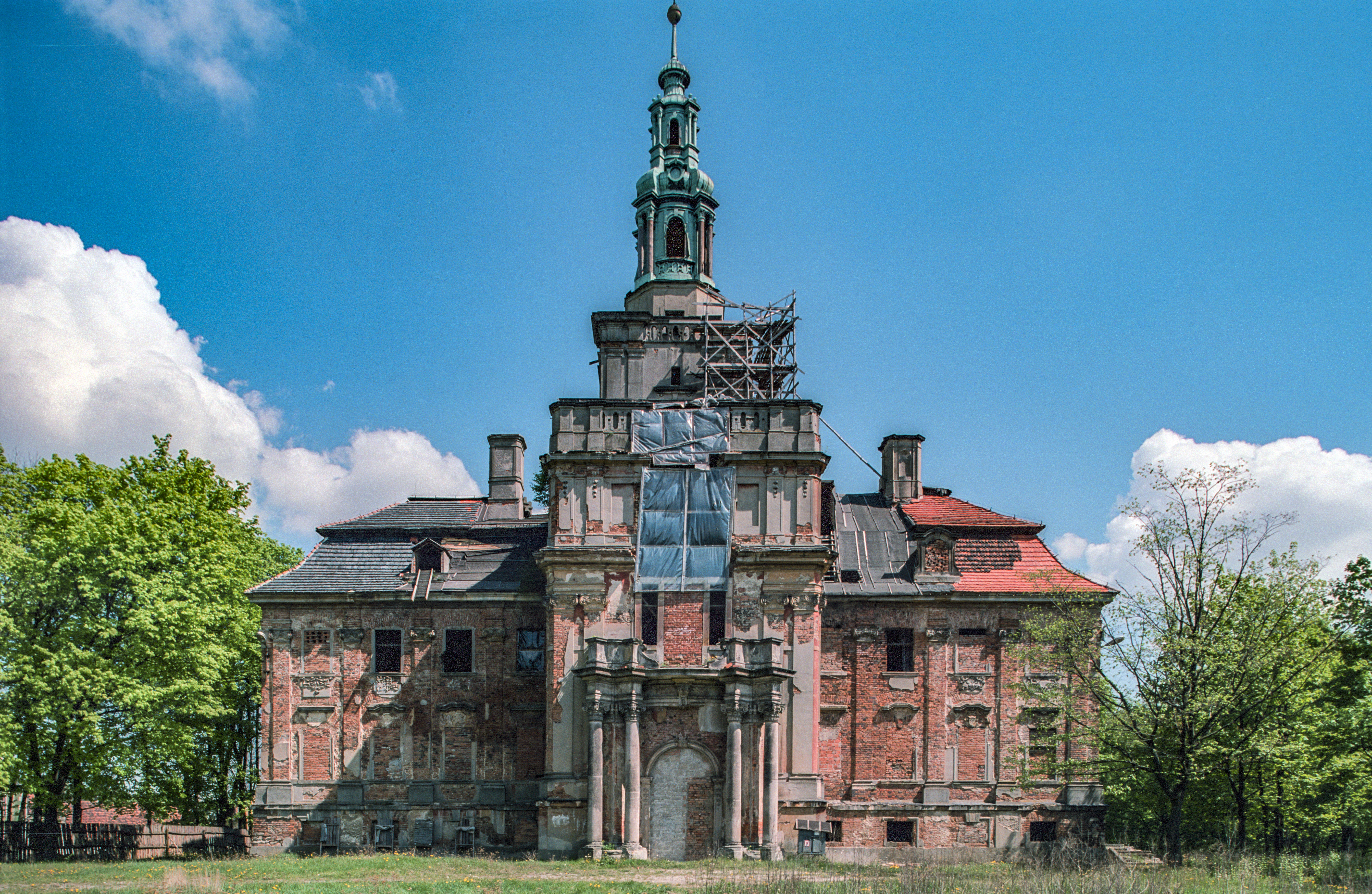
31. Хоцянівський палац

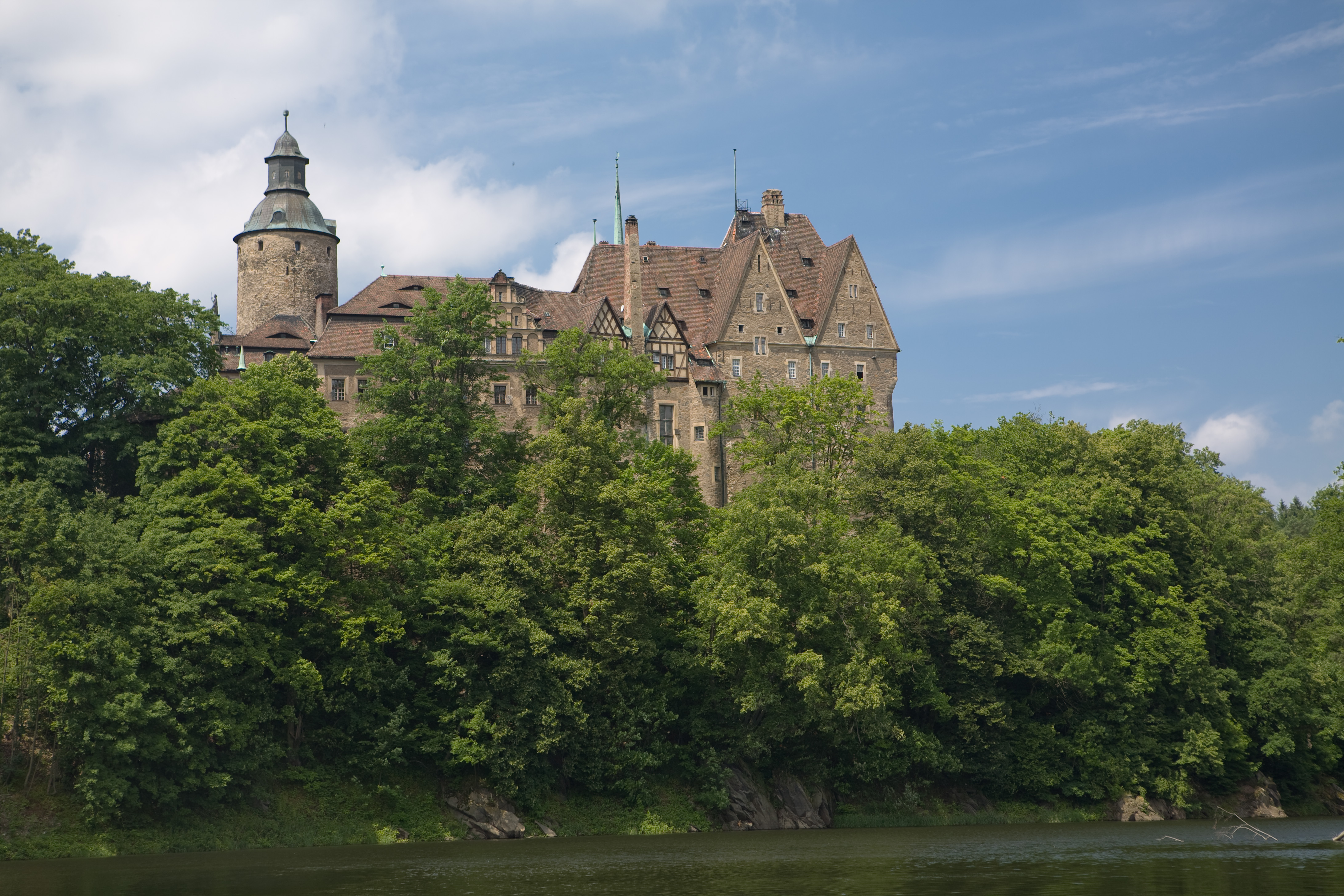
33. Замок Чоха

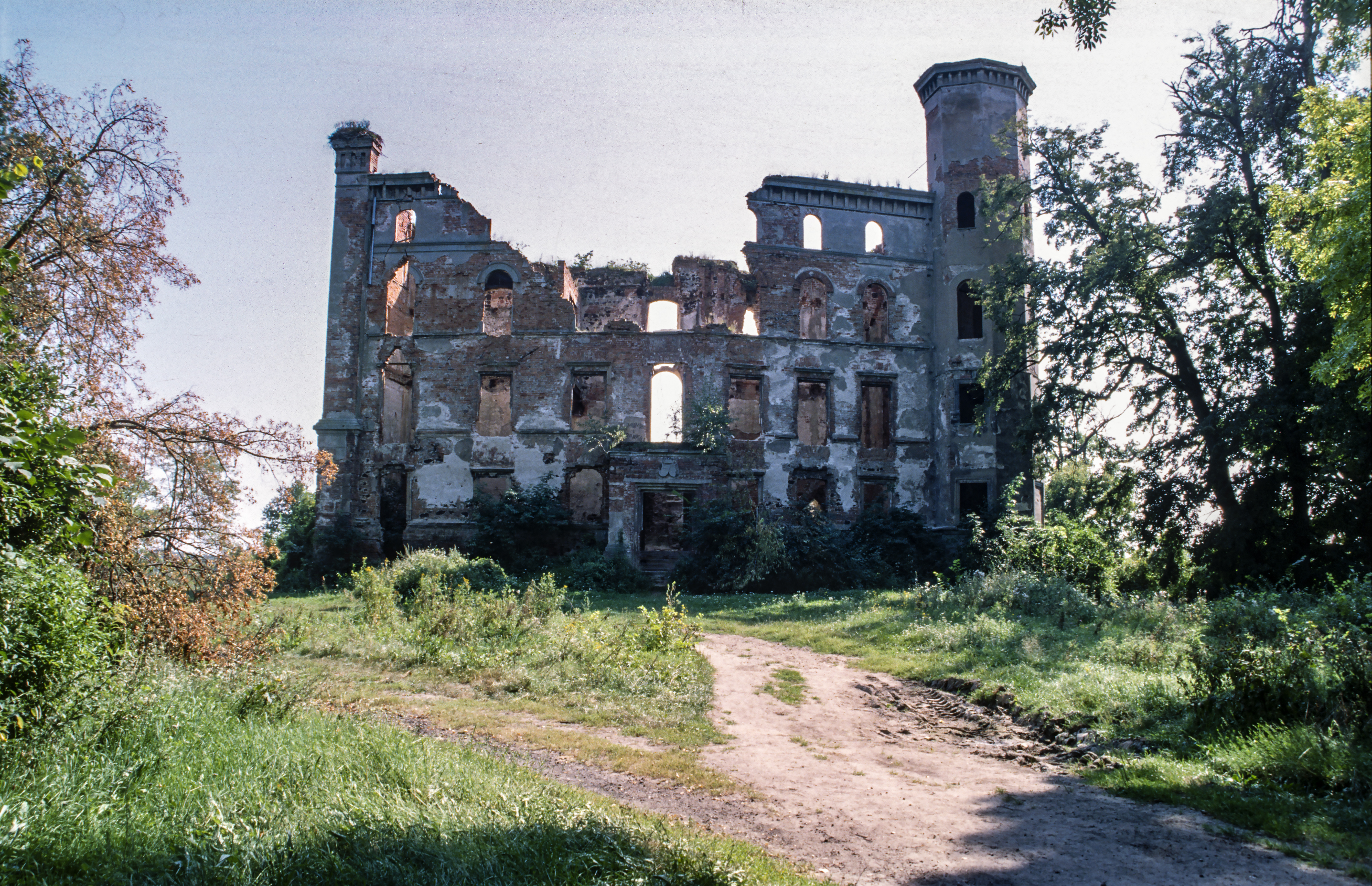
20.

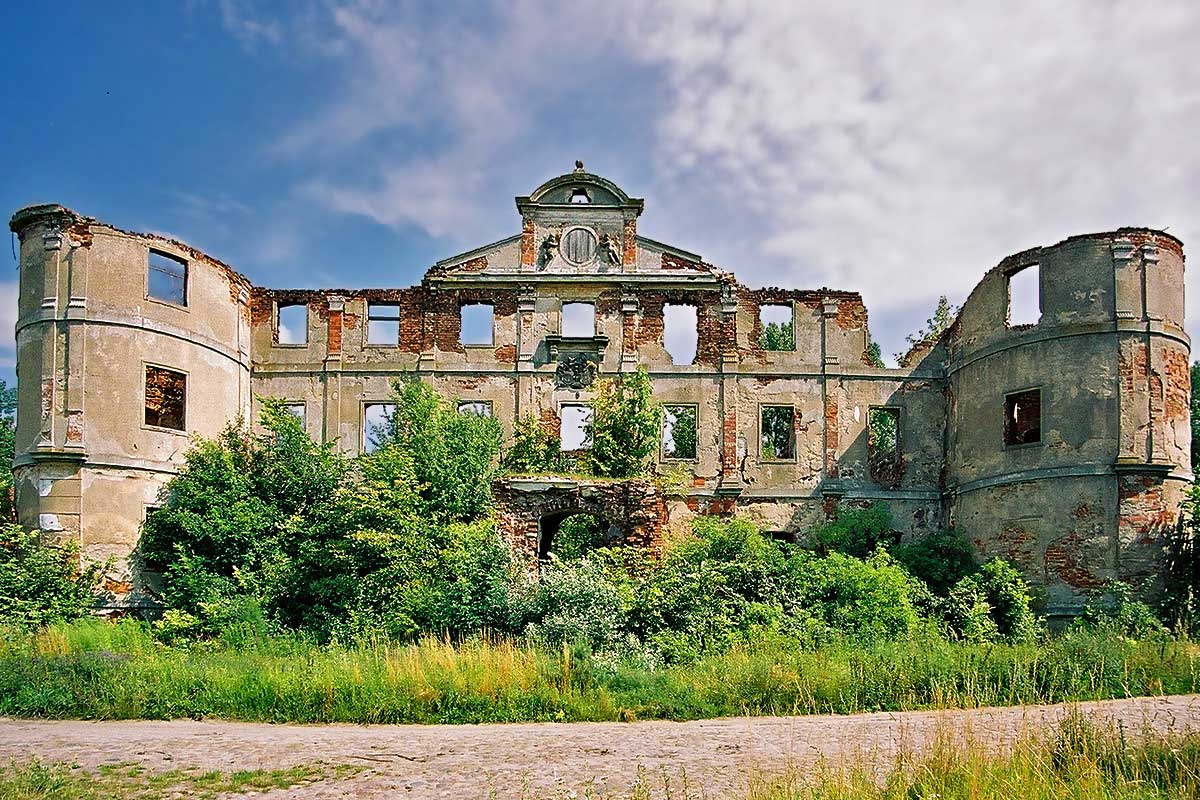
23.

### Замки
- 1. Больківський замок
- 2. (Zamek w Wąsoszu [pl])
- 3. Вітостовицький замок
- 4. Замок Войновиці
- 5. Волівський замок
- 6. Лесницький замок
- 7. (Zamek na Ostrowie Tumskim we Wrocławiu[pl])
- 8. (Zamek w Ciepłowodach[pl])
- 9. Ґожанівський замок
- 10. Гурівський замок
- 11. Замок Гродно
- 12. Замок Ґродзець
- 13. Жміґродський замок
- 14. Карпницький замок
- 15. Клічківський замок
- 16. Замок "Князь" у Валбжиху.
- 17. Глогівський замок
- 18. Легницький замок
- 19. Замок «Лісова Скеля» у Щитній
- 20. Мендзилеський замок
- 21. Олесницький замок
- 22. Олавський замок
- 23. Плаковицький замок
- 24. Проховицький замок
- 25. Долішньоратненський замок
- 26. Княжа вежа в Седленцині
- 27. Замок Ґурка
- 28. Стошовицький замок
- 29. Хобенський замок
- 30. (Zamek w Chocianowcu[pl])
- 31. Хоцянівський палац
- 32. (Zamek w Chojnowie[pl])
- 33. Замок Чоха
- 34. Великояновицький палац
- 35. Яворський замок

### Руїни замків
- 1. Замок Больчув
- 2. Замок Влень
- 3. Замок Ціси
- 4. Ґолівський замок
- 5. (Zamek w Gościszowie[pl])
- 6. Замок Гриф
- 7. (Zamek Homole[pl])
- 8. (Zamek w Jędrzychowicach[pl])
- 9. (Zamek Grodztwo w Kamiennej Górze[pl])
- 10. Липівський замок
- 11. (Zamek w Niemczy[pl])
- 12. Замок Неситно
- 13. (Zamek Nowy Dwór[pl])
- 14. (Zamek Podskale[pl])
- 15. (Zamek w Rybnicy[pl])
- 16. Замок «Старий Князь»
- 17. Замок Капітаново у Сцинавці-Середній
- 18. Свецький замок
- 19. Замок Свіни
- 20. (Zamek w Urazie[pl])
- 21. (Zamek w Warcie Bolesławieckiej[pl])
- 22. Хойник (замок)
- 23. (Zamek w Czerninie Górnej[pl])
- 24. Зомбковицький замок

## Опольське воєводство

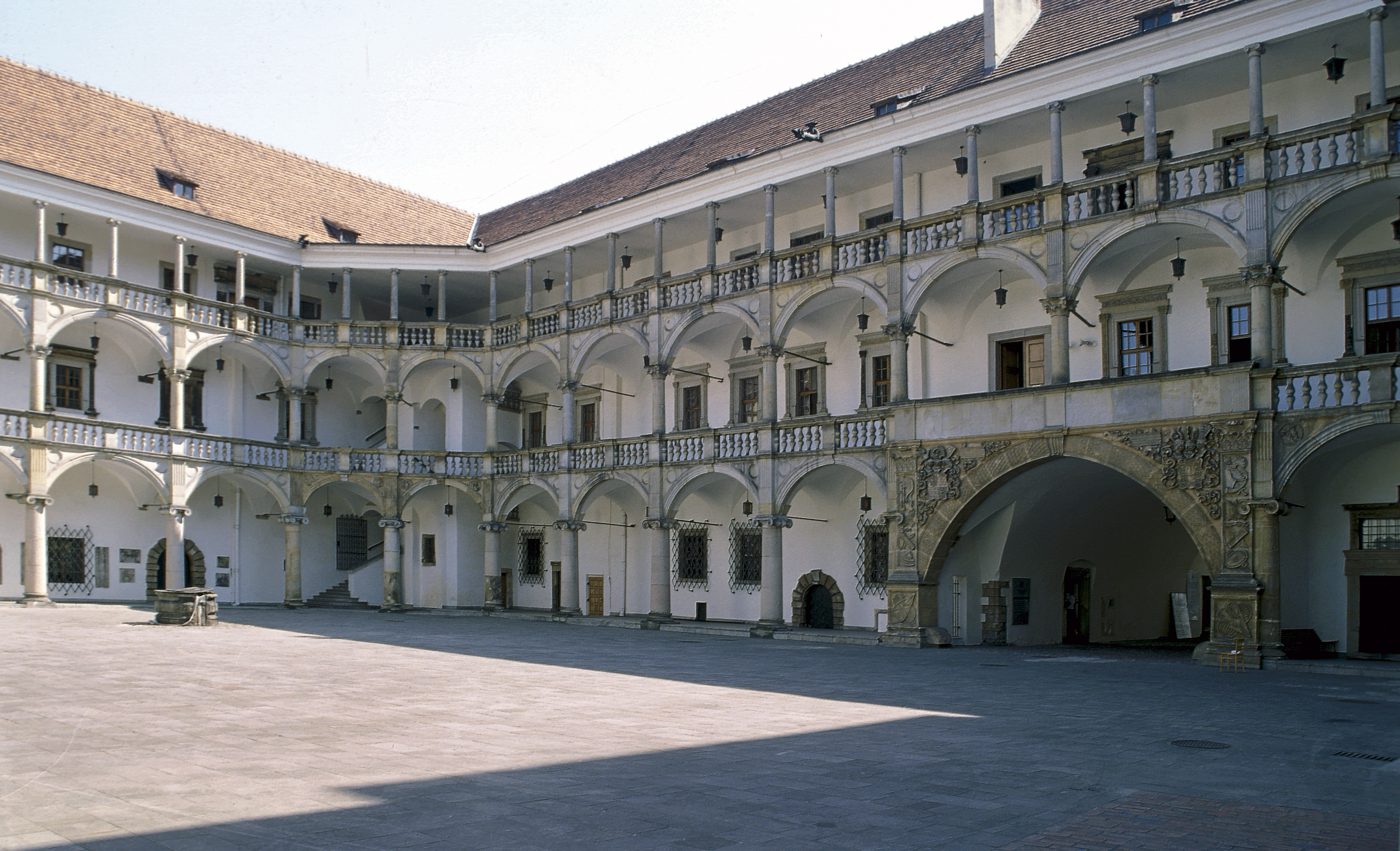
1. Двір Бжезького замку

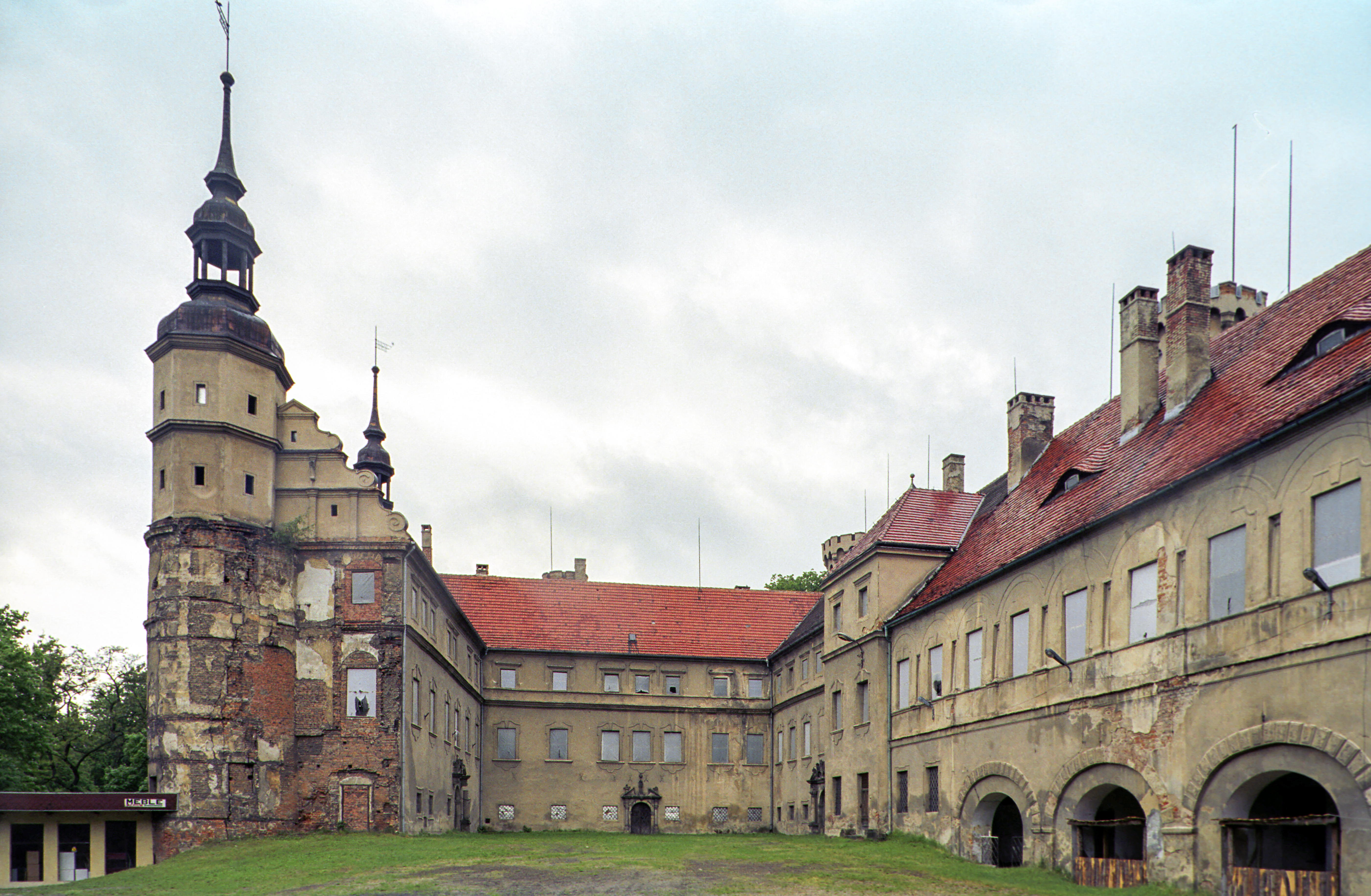
2. Глогувецький замок

### Замки
- 1. Бжезький замок
- 2. Глогувецький замок
- 3. Мошненський замок
- 4. Намислувський замок (Zamek w Namysłowie[pl])
- 5. Немодлінський замок
- 6. Отмухувський замок
- 7. Прушківський замок

### Руїни замків
- 1. Опольський верхній замок
- 2. Опольський замок П'ястів
- 3. Уяздовський замок (Zamek w Ujeździe[pl])
- 4. Шелітський замок (Zamek w Chrzelicach[pl])

## Підляське воєводство

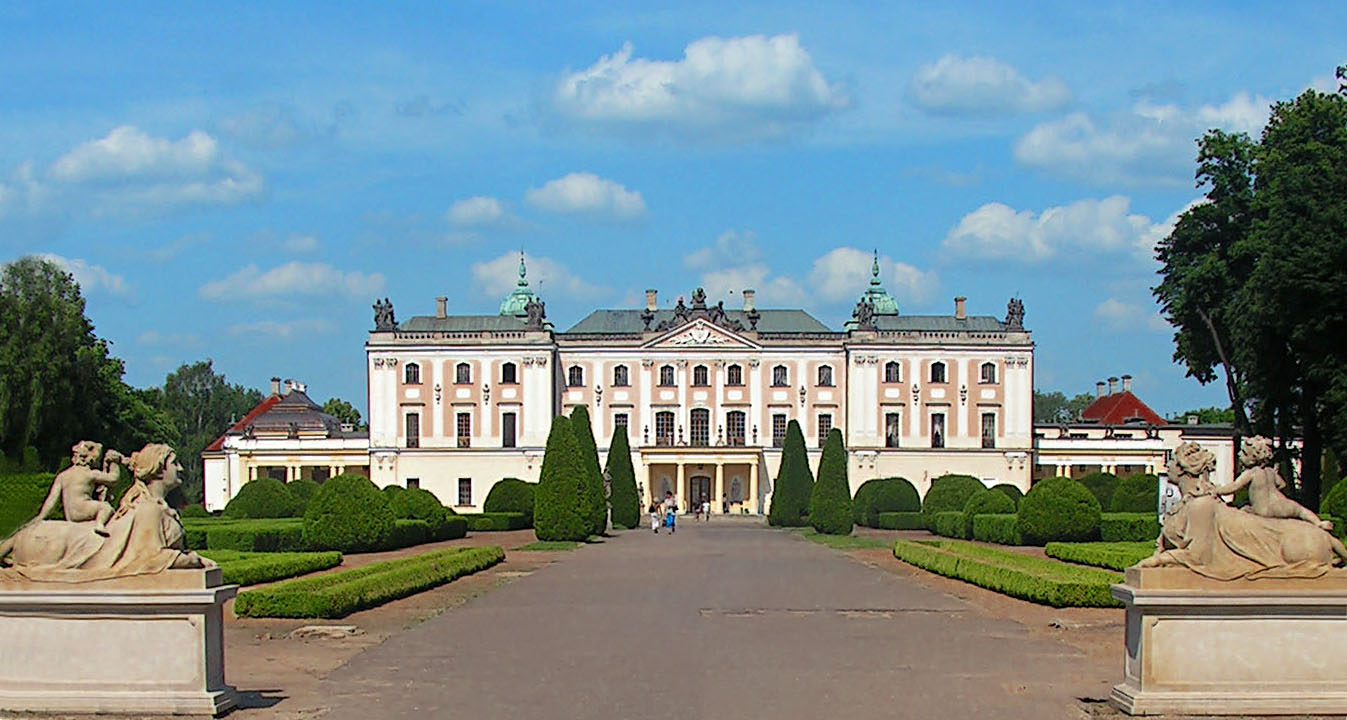
Палац Браницьких

### Замки
- 1. Палац Браницьких
- 2. Тикоцинський замок (Zamek w Tykocinie[pl])

### Руїни замків
- 1. Дорогочинський замок (Zamek w Drohiczynie[pl])
- 2. Ломжа (Zamek w Łomży[pl])
- 3. Мельницький замок (Zamek w Mielniku[pl])

## Підкарпатське воєводство

### Замки

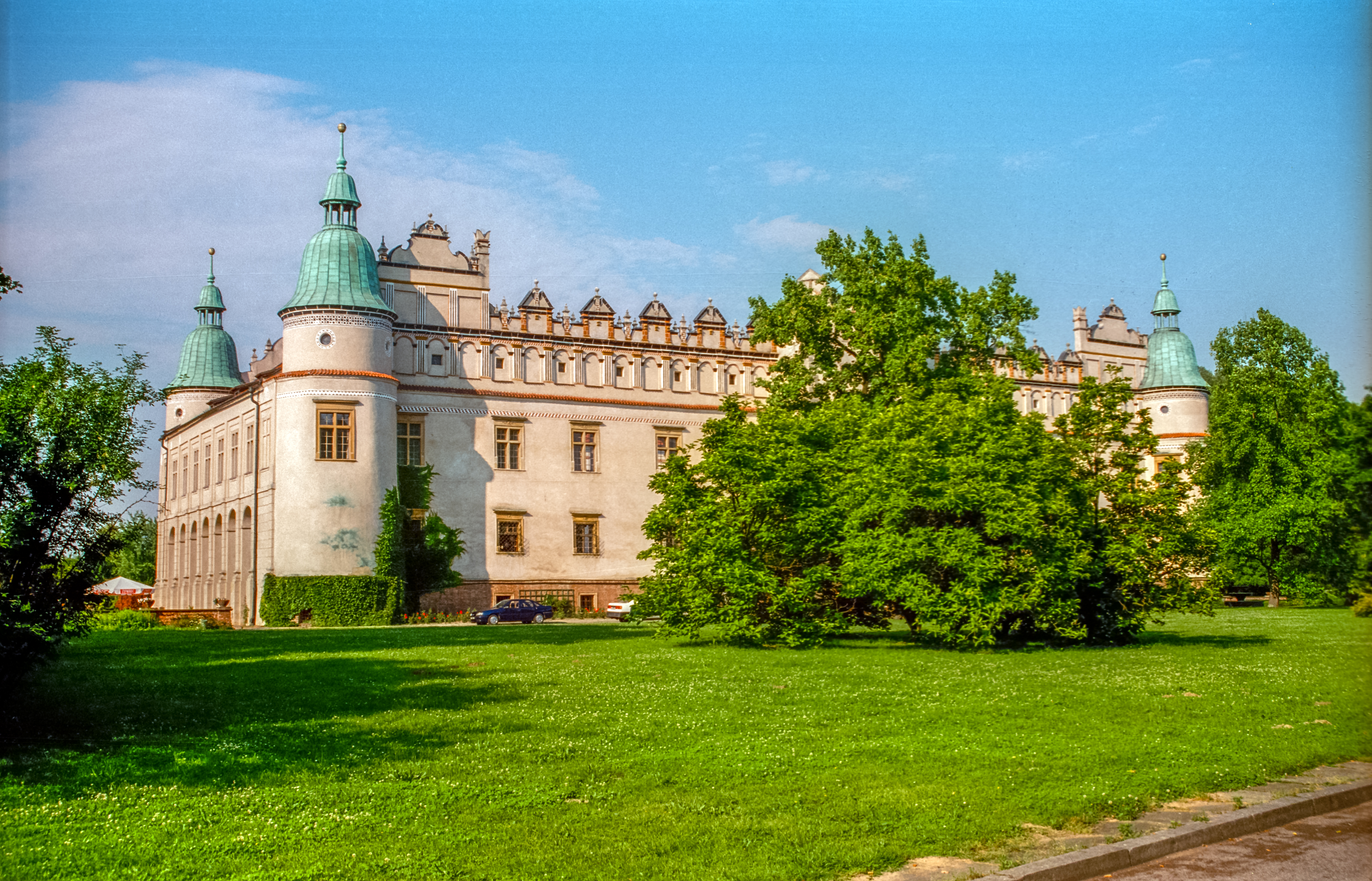
1. Замок у Баранові-Сандомирському

7. Замок у Перемишлі

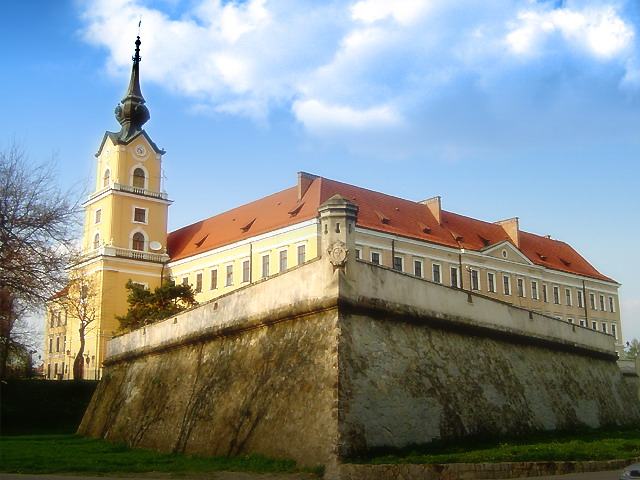
8. Ряшівський замок

- 1. Замок у Баранові-Сандомирському
- 2. Красичинський замок
- 3. Лісько (Zamek w Lesku[pl])
- 4. Ланьцутський замок
- 5. Тарнобжег (Pałac Tarnowskich[pl])
- 6. Пжеслав (Zamek w Przecławiu[pl])
- 7. Перемиський замок
- 8. Ряшівський замок

### Руїни замків
- 1. Замок у Білобоках
- 2. Бірча (Pałac w Birczy[pl])
- 3. Венгерка
- 4. Дабрувка Стажинська (Zamek w Dąbrówce Starzeńskiej[pl])
- 5. (Zamek Zgórsko-Podborze[pl])
- 6. Каменець
- 7. Ґолеш (Zamek_Golesz[pl])
- 8. Новотанець (Zamek w Nowotańcu[pl])
- 9. Собень
- 20. Замок у Сосниці
- 21. Замок у Сяноку
- 22. Тарнів (Zamek w Tarnowie[pl])
- 23. Чудець (Zamek w Czudcu[pl])

## Поморське воєводство

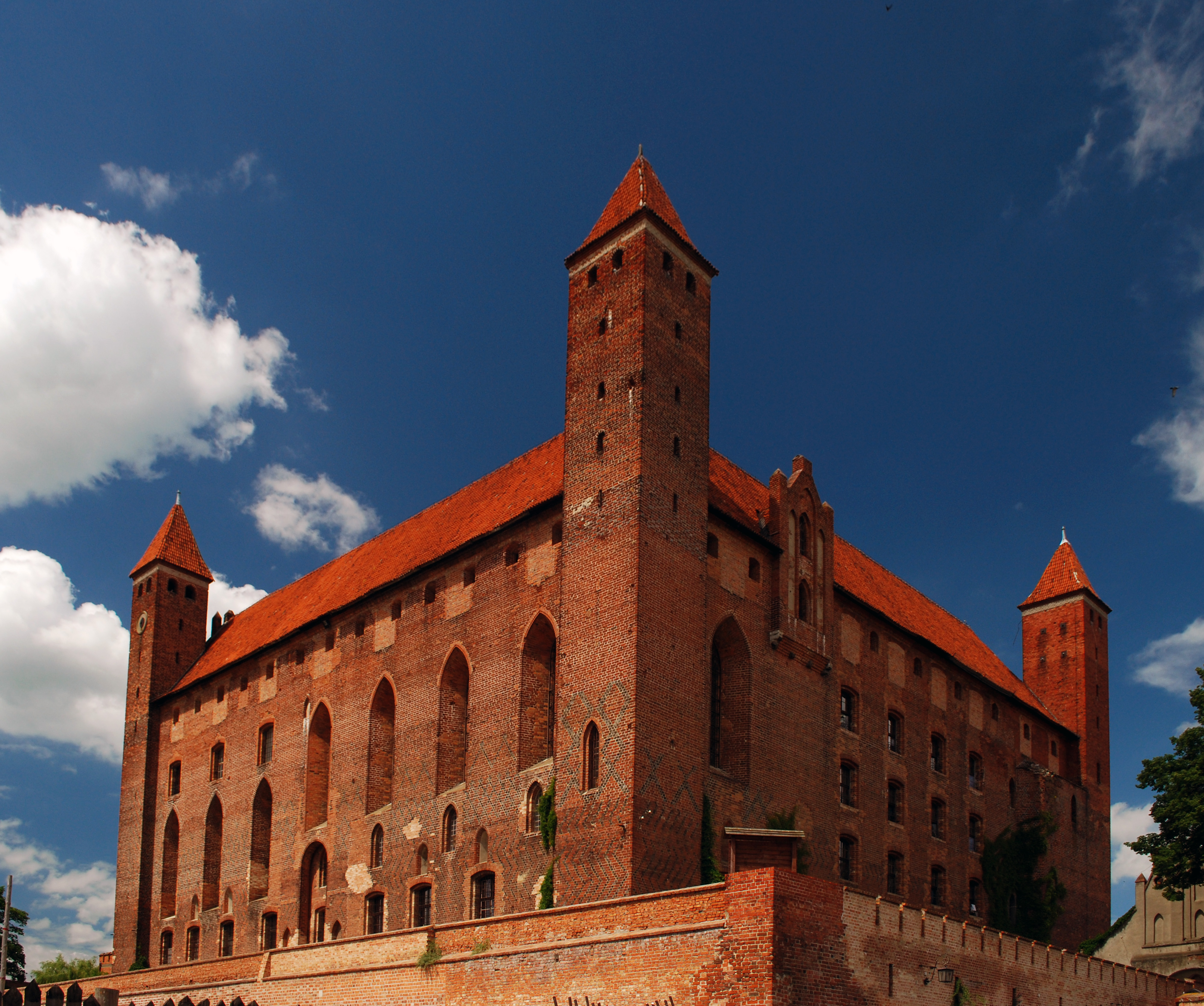
Ґневський замок

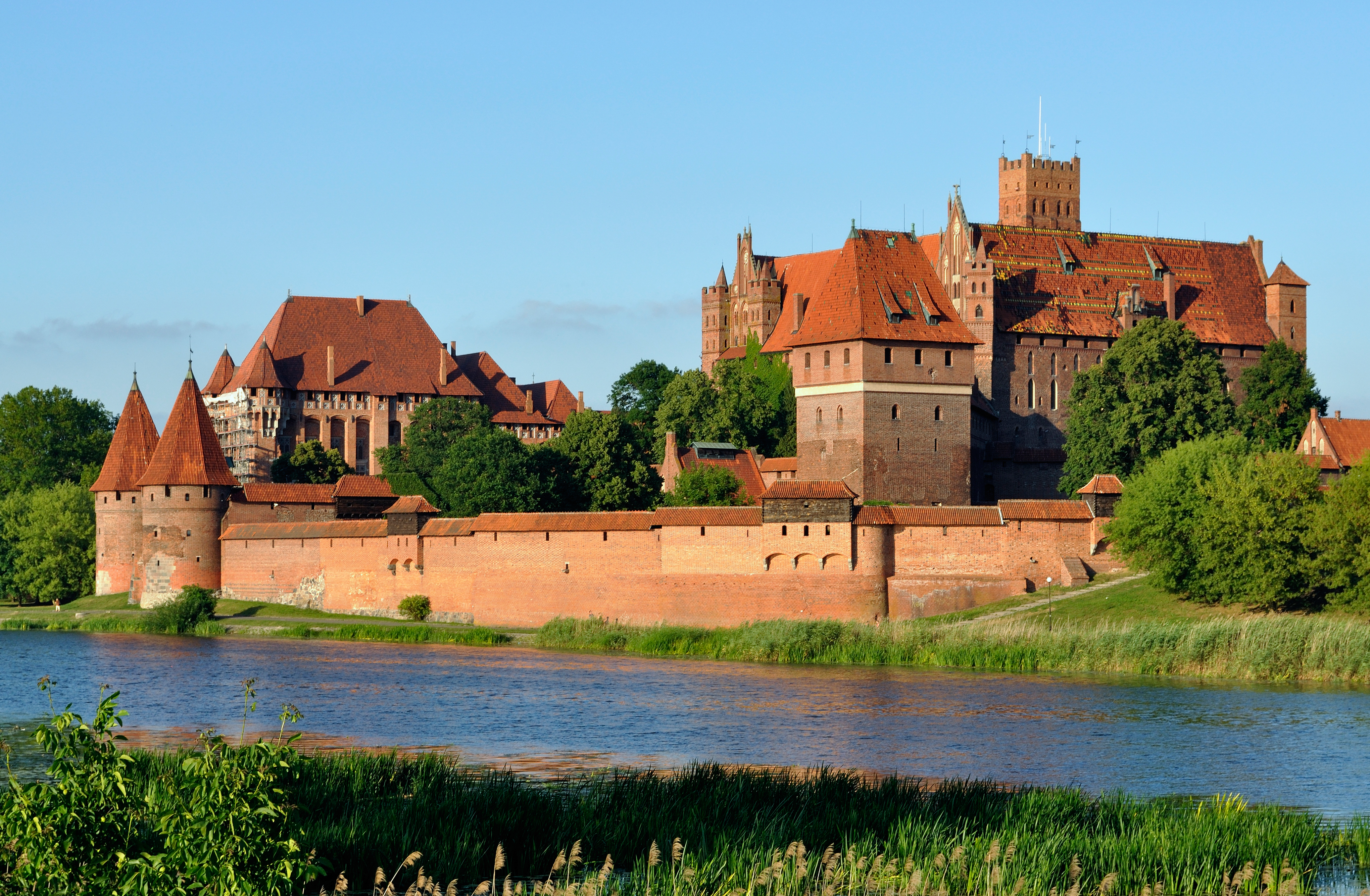
Замок у Мальборку

### Замки
- 1. Битівський замок Zamek w Bytowie[pl])
- 2. Члухувський замок (Zamek w Człuchowie[pl])
- 3. Ґневський замок (Zamek w Gniewie[pl])
- 4. Квідзинський замок Zamek w Kwidzynie[pl])
- 5. Лемборкський замок (Zamek krzyżacki w Lęborku[pl])
- 6. Замок у Мальборку
- 7. Пжезмаркський замок (Zamek w Przezmarku[pl])
- 8. Слупський замок Zamek w Słupsku[pl])
- 9. Собовідзький замок (Zamek w Sobowidzu[pl])
- 10. Чарнеський замок (Zamek w Czarnem[pl])

### Руїни замків
- 1. Дзежґоньський замок (Zamek w Dzierzgoniu[pl])
- 2. Грабінський замочок
- 3. Прабутський замок Zamek w Prabutach[pl])
- 4. Штумсьбкий замок (Zamek w Sztumie[pl])
- 5. Кішевський замок

## Сілезьке воєводство

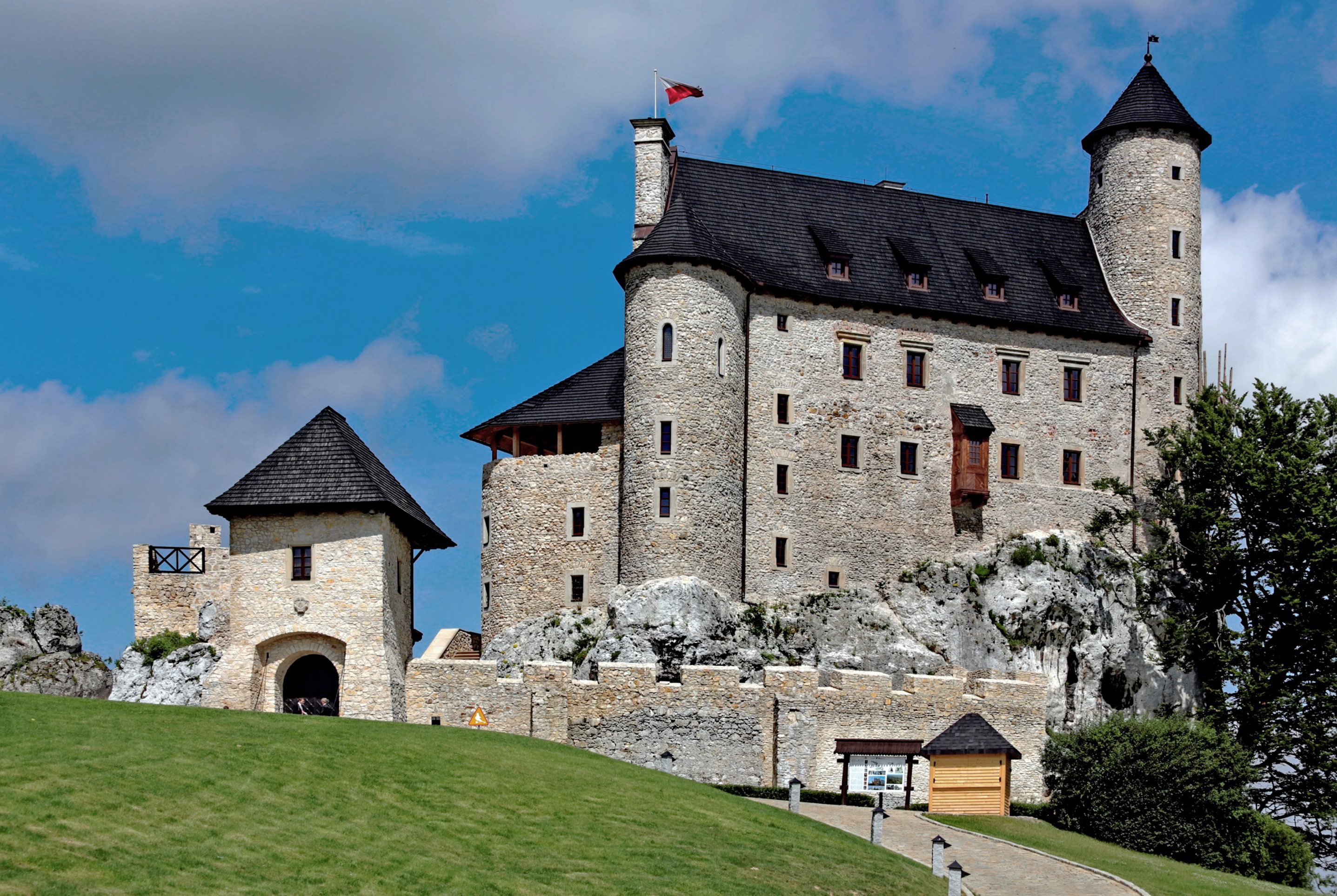
3. Боболицький замок

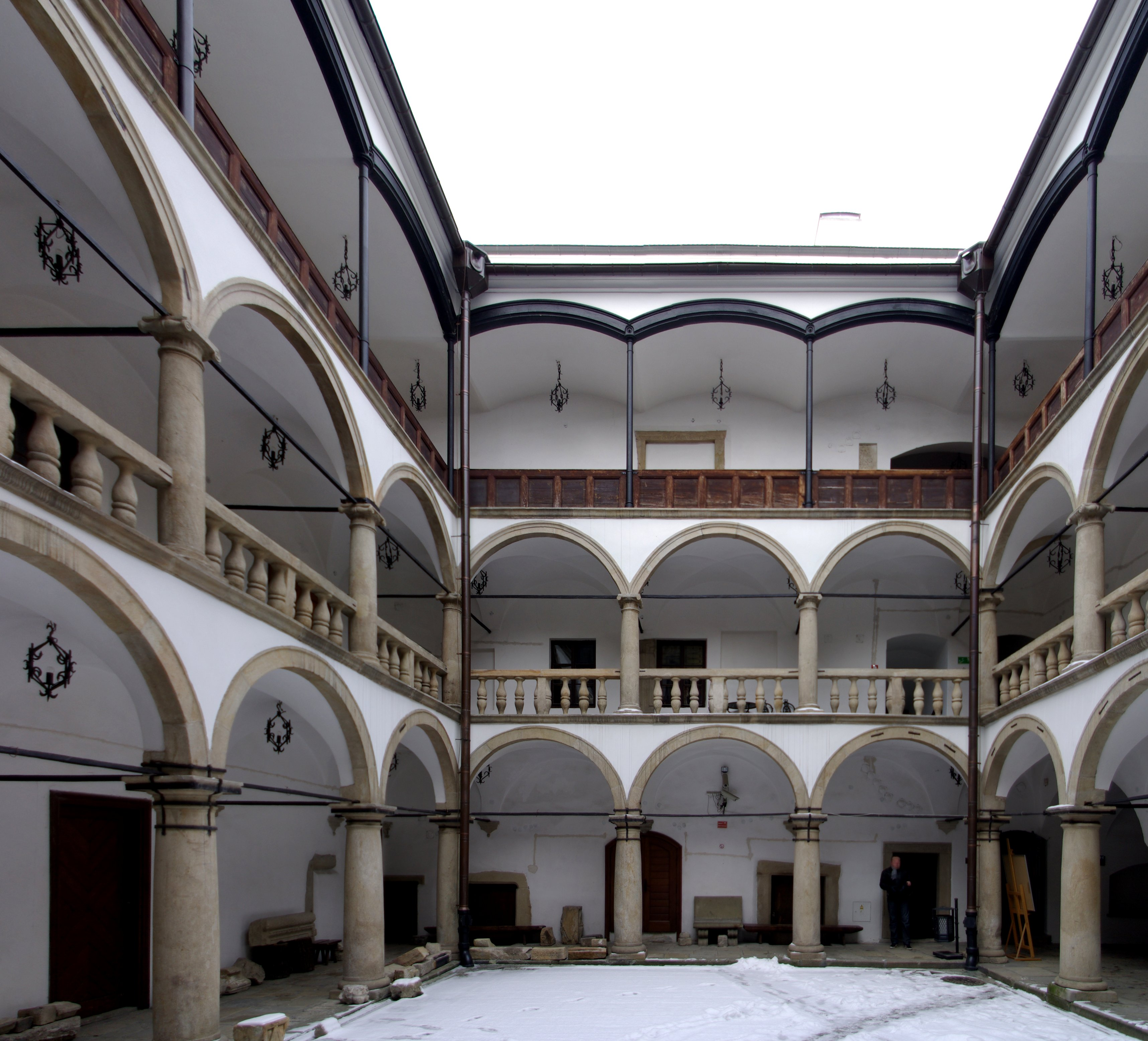
7. Живецький замок

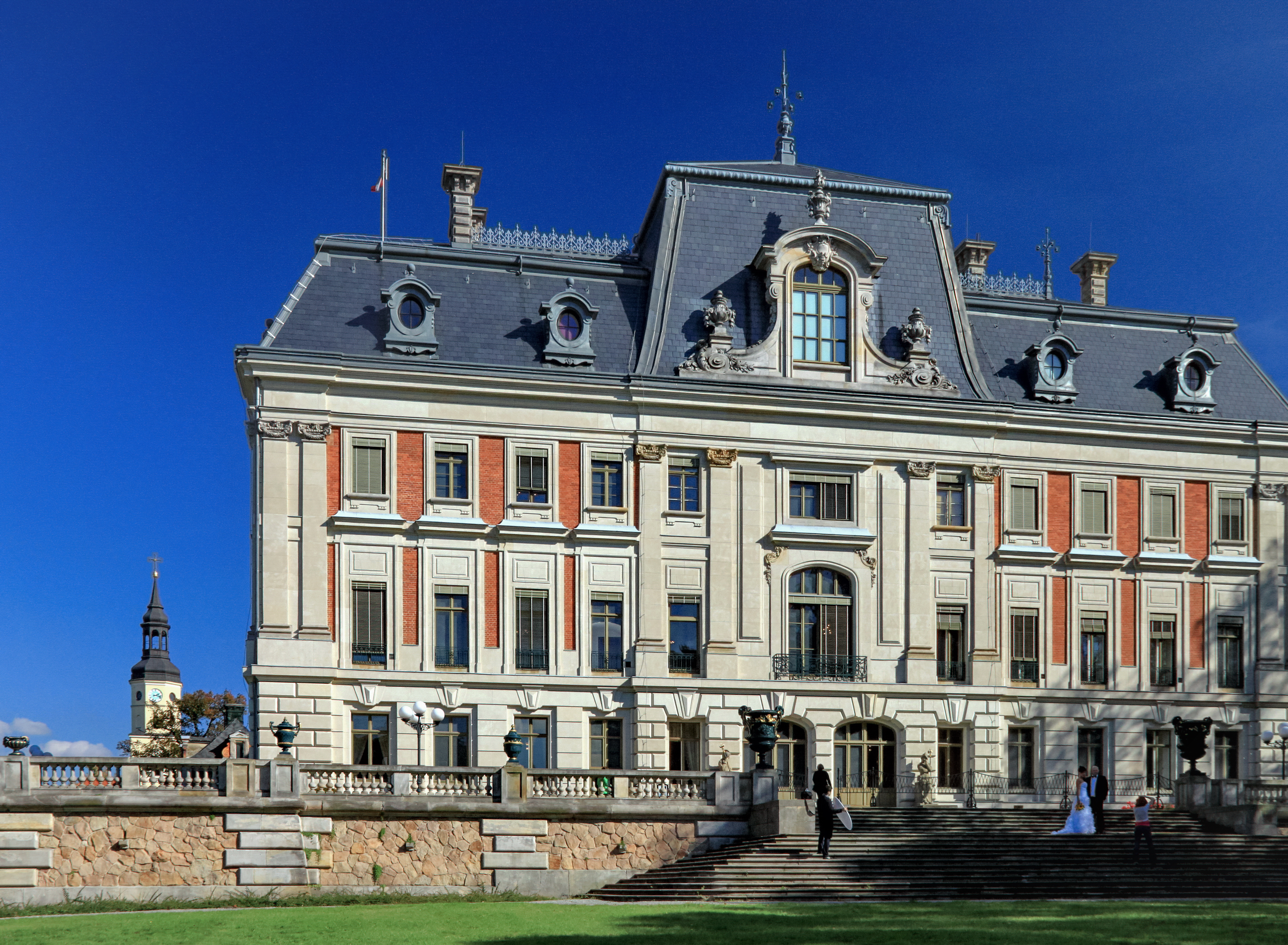
11. Замок у Пщині

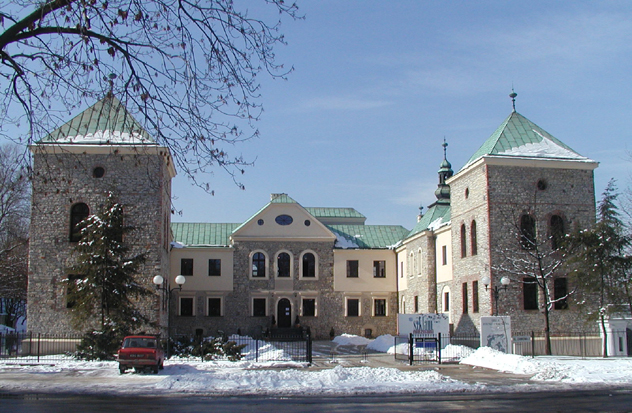
13. Селецький замок

### Замки
- 1. Бендзинський замок
- 2. Богумінський замок (палац в Халупках)
- 3. Боболицький замок
- 4. Гливицький замок
- 5. Гродзецький замок
- 6. Дзегелувський замок (Zamek w Dzięgielowie[pl])
- 7. Старий Живецький замок
- 8. Замок у Кончицях Малих (Zamek w Kończycach Małych[pl])
- 9. Замок Бонковець у Морську
- 10. Пілицький замок
- 11. Замок у Пщині
- 12. Ратиборський замок
- 13. Селецький замок
- 14. Бельський замок
- 15. Старотарновицький замок
- 16. Тошецький замок
- 17. Лославський замок (Zamek w Wodzisławiu Śląskim[pl])
- 18. Рибницький замок
- 19. Худівський замок
- 20. Чанєцький замок (Dwór obronny w Czańcu[pl])
- 21. Чухівський замок (Zamek w Czuchowie[pl])

### Руїни замків
- 1. Битомський замок (Zamek w Bytomiu[pl])
- 2. Данковський замок (Zamek w Dankowie[pl])
- 3. Козеґловський замок (Zamek w Koziegłowach[pl])
- 4. Кшепіцький замок (Zamek w Krzepicach[pl])
- 5. Мировський замок
- 6. Огродзенський замок
- 7. Ольштинський замок
- 8. Замок Острежнік (Zamek Ostrężnik[pl])
- 9. Пшеводзишовицька сторожа
- 10. Рудівський замок (Zamek w Rudzie Śląskiej[pl])
- 11. Ричівська сторожа
- 12. Севезький замок
- 13. Славкувський замок (Zamek w Sławkowie[pl])
- 14. Замок Пільча у Смоленю
- 15. Нойдекський замок (Pałac w Świerklańcu[pl])
- 16. Сторожа у Сулічовіцах (Strażnica Suliszowice[pl])
- 17. Замок Волек (Zamek Wołek[pl])
- 18. Цешинський замок

## Свентокшиське воєводство

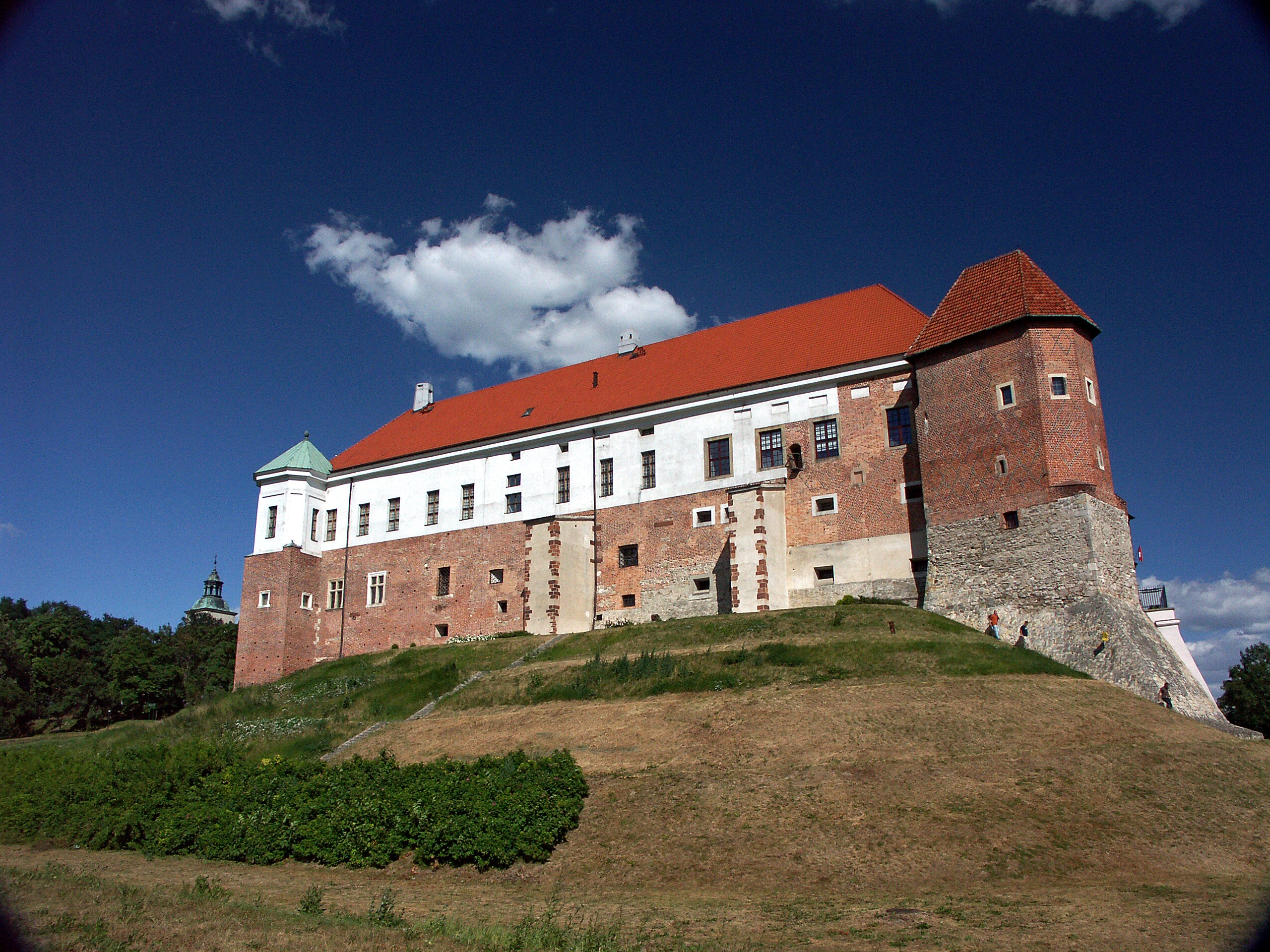
3. Сандомирський замок

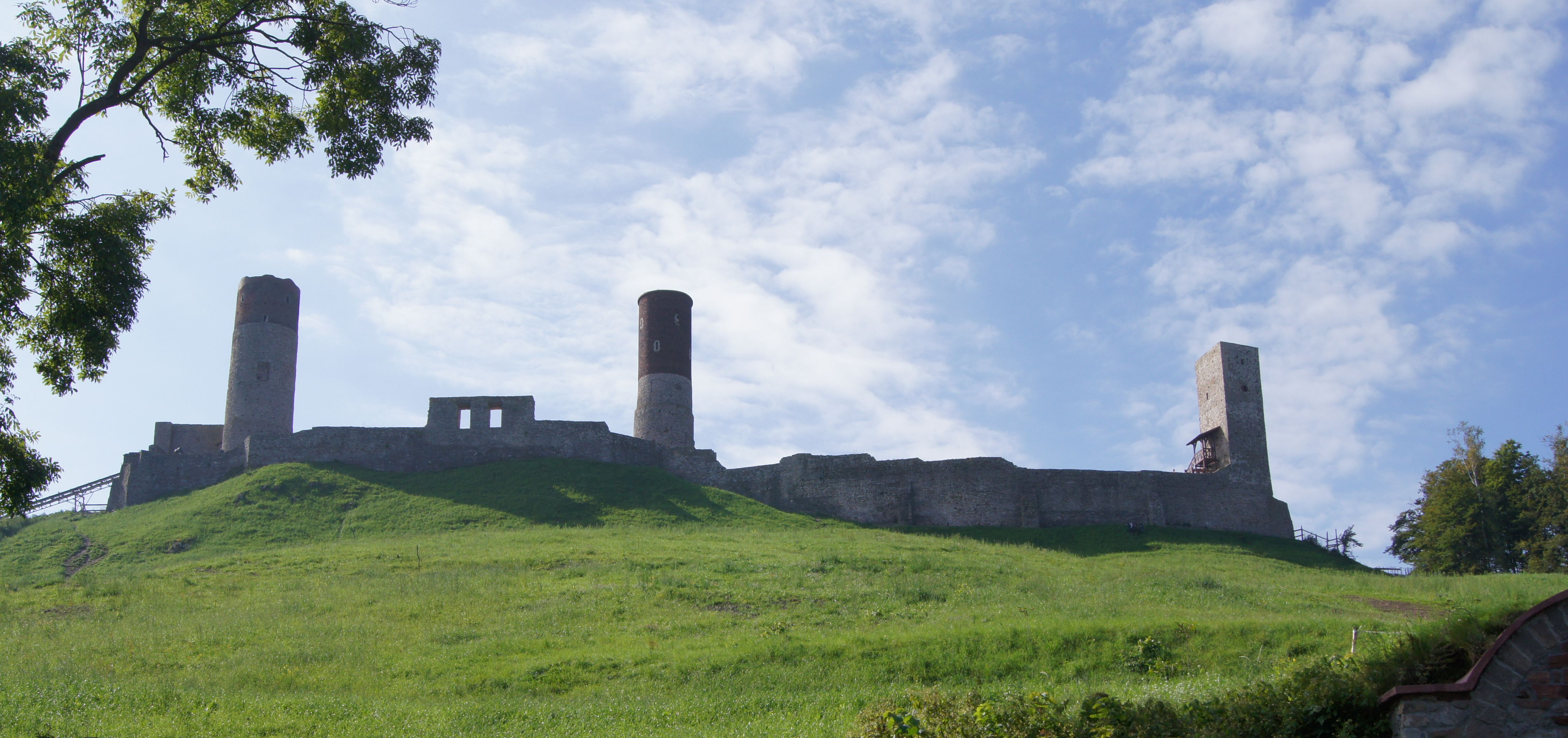
7. Хенцинський замок

### Замки
- 1. Бодзентинський замок (Zamek w Bodzentynie[pl])
- 2. Модлішевицький оборонний двір (Dwór w Modliszewicach[pl])
- 3. Сандомирський замок
- 4. Стопницький замок (Zamek w Stopnicy[pl])
- 5. Замок Крижтопор

### Руїни замків
- 1. Завихостський замок (Zamek w Zawichoście[pl])
- 2. Конарський замок (Zamek w Konarach[pl])
- 3. Мєдзигужський замок (Zamek w Międzygórzu[pl])
- 4. Корчинський замок (Zamek w Nowym Korczynie[pl])
- 5. Оссолінський замок (Zamek w Ossolinie[pl])
- 6. Пінчувський замок (Zamek w Pińczowie[pl])
- 7. Хенцинський замок
- 8. Цмелювський замок (Zamek w Ćmielowie[pl])
- 9. Шидлувський замок (Zamek w Szydłowie[pl])